# Silvio Berlusconi

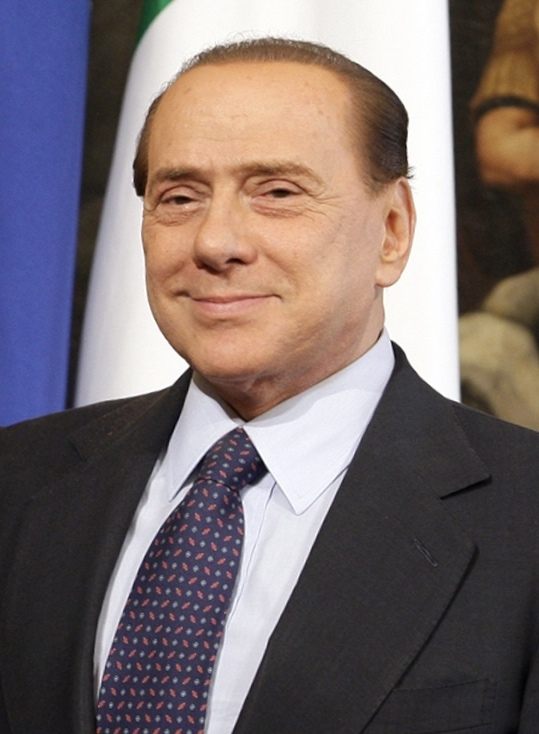
Silvio Berlusconi (2010)

Silvio Berlusconi (* 29. September 1936 in Mailand, Lombardei; † 12. Juni 2023 in Segrate, Metropolitanstadt Mailand) war ein italienischer Politiker und Unternehmer. Er war viermal Ministerpräsident Italiens (1994–1995, 2001–2005, 2005–2006 und 2008–2011) sowie übergangsweise Außen-, Wirtschafts- und Gesundheitsminister. Von 1994 bis 2013 war er Mitglied der italienischen Abgeordnetenkammer. Von 2022 bis zu seinem Tod gehörte er dem Senat an, dessen Mitglied er bereits von März bis November 2013 gewesen war. Von der Europawahl 2019 bis Oktober 2022 war er Mitglied des Europäischen Parlaments.
Berlusconi war Eigentümer von Fininvest. Laut Forbes-Liste 2023 war er mit einem Vermögen von rund 7 Milliarden US-Dollar einer der reichsten Italiener. Von 1986 bis 2004 und von 2006 bis 2008 war er außerdem Präsident des Fußballvereins AC Mailand.
1993 gründete Berlusconi die Partei Forza Italia, die 2009 zusammen mit der Alleanza Nazionale, einer langjährigen Verbündeten seiner Partei, in der auf seine Initiative gegründeten Partei Il Popolo della Libertà (PdL) aufging. Auf dem Gründungsparteitag wurde er am 29. März 2009 zu deren Vorsitzendem gewählt. Am 12. November 2011 trat er letztmals von seinem Amt als Ministerpräsident Italiens zurück; sein Nachfolger wurde Mario Monti. Am 16. November 2013 ließ Berlusconi den PdL wieder in Forza Italia umbenennen, nachdem sich eine PdL-Gruppierung aus der Regierung Enrico Lettas unter der Führung von Angelino Alfano Berlusconi in den Weg gestellt und bereits am 15. November 2013 die Partei Nuovo Centrodestra als Abspaltung der PdL gegründet hatte. Nach Berlusconi ist der Berlusconismus benannt, eine Form des Populismus in Italien.
Italienische Medien gaben Berlusconi die Spitznamen Il Cavaliere („Der Ritter“) und Il Caimano („Der Kaiman“). In der Öffentlichkeit war Berlusconi neben seiner politischen Laufbahn durch Affären und Bunga-Bunga-Partys bekannt. Vor italienischen Gerichten waren mehrere Verfahren gegen ihn anhängig. Im August 2013 wurde er wegen Steuerbetrugs rechtskräftig verurteilt und infolgedessen mit einem sechsjährigen Verbot der Bekleidung öffentlicher Ämter belegt.

## Leben

### Privatleben

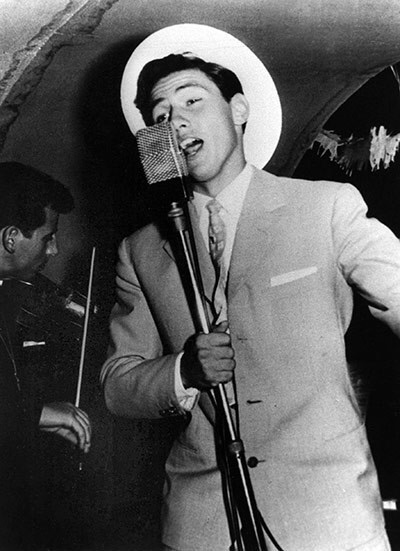
Silvio Berlusconi in den 1960er Jahren

Berlusconi war der älteste Sohn von Luigi Berlusconi und Rosa Bossi und der Bruder von Maria Antonietta und Paolo Berlusconi. Sein Vater war Angestellter der Banca Rasini, in der er bis zum Geschäftsführer avancierte. 1954 erlangte Silvio Berlusconi das Reifezeugnis am Salesianer-Gymnasium Sant’Ambrogio in Mailand. Anschließend begann er an der Universität Mailand das Jura-Studium, das er 1961 mit einer Diplomarbeit über Werbeverträge cum laude abschloss. Für seine Arbeit gewann er einen von der Werbeagentur Manzoni ausgeschriebenen Preis über 2 Millionen Lire. Neben dem Studium arbeitete er als Staubsaugervertreter und als Sänger und Conférencier in Nachtclubs und auf Kreuzfahrtschiffen. Nach dem Studium leistete Berlusconi den – damals noch obligatorischen – Militärdienst nicht ab.
1965 heiratete er Carla Elvira Lucia Dall’Oglio, mit der er zwei Kinder hatte: Maria Elvira, genannt Marina (* 1966), und Pier Silvio (* 1969). 1985 ließ Berlusconi sich scheiden. 1990 folgte die Heirat mit der Schauspielerin Veronica Lario (* 1956, bürgerlicher Name Miriam Bartolini), mit der er drei Kinder hatte: Barbara (* 1984), Eleonora (* 1986) und Luigi (* 1988). Anfang Mai 2009 gab Lario bekannt, dass sie die Scheidung einreichen wolle. Im Mai 2010 einigte sich Berlusconi mit seiner Noch-Ehefrau auf eine Unterhaltsregelung. Demnach erhielt Lario jährlich 3,6 Millionen Euro sowie ein lebenslanges Wohnrecht in der Villa bei Mailand, die sie mit ihren drei Kindern bewohnt. Lario hatte zuvor 43 Mio. Euro pro Jahr gefordert. Im Februar 2014 wurde in einem Zwischenurteil die Ehe aufgelöst, die Scheidung war damit aber noch nicht abgeschlossen, da über die Höhe der Unterhaltszahlungen noch Jahre prozessiert wurde.
Im Dezember 2012 verkündete Berlusconi seine Verlobung mit dem Showgirl Francesca Pascale (* 1985), die auf seine Initiative von 2009 bis 2012 dem Provinzrat von Neapel angehörte. Pascale war als Tänzerin in der Show Telecafone des Senders Telecapri bekannt geworden. Sie hatte nach der Wahlniederlage Berlusconis 2006 die Unterstützungsgruppe Silvio ci manchi (Silvio, du fehlst uns) gegründet.
2020 trennte sich Berlusconi von Pascale und ging mit der Abgeordneten Marta Fascina (* 1990) eine Beziehung ein.

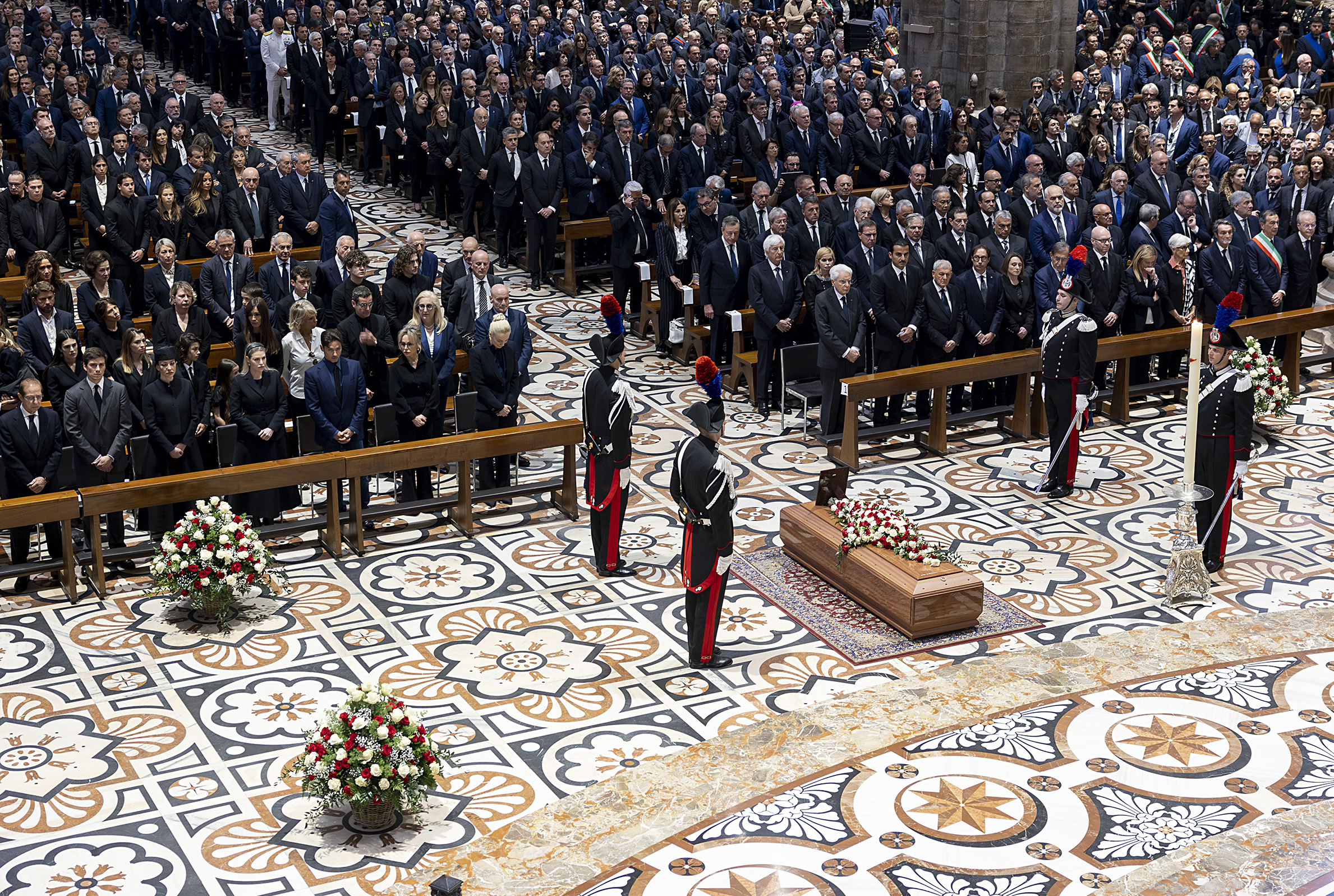
Begräbnisfeier für Berlusconi im Mailänder Dom

Anfang April 2023 wurde bei Berlusconi eine chronische myelomonozytäre Leukämie diagnostiziert. Er starb am 12. Juni 2023 im Alter von 86 Jahren im Ospedale San Raffaele in Mailand.
Wenige Stunden nach seinem Tod wurde Berlusconi in die Villa San Martino in Arcore gebracht, wo er in der Privatkapelle aufgebahrt wurde. Aus Sicherheitsgründen hatten nur ausgewählte Personen Zutritt. Am folgenden Tag wurde durch den Priester von Arcore in Anwesenheit von Verwandten und engen Freunden in der Kapelle eine Privatmesse abgehalten.
Berlusconis Staatsbegräbnis wurde am 14. Juni im Mailänder Dom mit 2500 Gästen von Mario Delpini, dem Erzbischof von Mailand, abgehalten. Unter den Anwesenden waren die amtierende Ministerpräsidentin Giorgia Meloni mit fast dem gesamten Kabinett und Staatspräsident Sergio Mattarella sowie zahlreiche Staats- und Regierungschefs aus aller Welt. Etwa 20.000 verfolgten die Übertragung der Begräbnismesse auf Großleinwänden außerhalb des Doms. Die Staatstrauer am Tag der Beerdigung wurde von Oppositionspolitikern als „nicht angemessen“ kritisiert.

### Berlusconi als Unternehmer

#### Die Holding Fininvest
Silvio Berlusconi bündelte seine unternehmerischen Aktivitäten in Fininvest, einer Holding mit Sitz in Rom und Mailand (Umsatz 2021: 3,8 Milliarden Euro, Nettogewinn: 360 Millionen Euro, rund 16.300 Mitarbeiter). Ihm gehörten 63,3 % der Anteile, seiner Tochter Marina und seinem Sohn Pier Silvio aus erster Ehe je 7,65 %, seinen drei weiteren Kindern Barbara, Eleonora und Luigi die restlichen 21,4 %. Die früheren Bauaktivitäten und der Fußballklub AC Mailand waren noch zu Lebzeiten veräußert worden.
Fininvest hielt Stand April 2023 Anteile an folgenden Unternehmen:
- 50 %: MFE – MediaForEurope (ehemals Mediaset); größter Anbieter für kommerzielles Fernsehen in Italien und Spanien sowie Mehrheitsaktionär der deutschen ProSiebenSat.1-Media-Gruppe.
- 50,3 %: Arnoldo Mondadori Editore; italienische Verlagsgruppe und der größte Buchverlag Italiens.
- 30 %: Banca Mediolanum; italienisches Finanzdienstleistungs- und Versicherungsunternehmen.
- 100 %: Teatro Manzoni (Manzoni-Theater); in der Via Manzoni in Mailand.
- 100 %: AC Monza; Fußballklub aus Monza.

Laut Forbes-Liste 2023 war Silvio Berlusconi mit einem Vermögen von rund 7 Milliarden US-Dollar einer der reichsten Italiener.

#### Beginn im Bauwesen
Nach einigen Erfahrungen als Immobilienmakler während seiner Studienzeit gründete Berlusconi im Jahr 1961 zusammen mit dem Bauunternehmer Pietro Canali sein erstes Unternehmen, die Cantieri Riuniti Milanesi Srl. Dank einer Bürgschaft des Bankiers Carlo Rasini (Inhaber und Mitbegründer der Banca Rasini, für die Berlusconis Vater arbeitete) konnte die Firma ein Grundstück in der Via Alciati erwerben.
1963 gründete Berlusconi das Unternehmen Edilnord Sas. Das dazu nötige Geld stellten Carlo Rasini und der Schweizer Unternehmer Carlo Rezzonico mit der Aktiengesellschaft für Immobilienlagen in Residenzzentren AG mit Sitz in Lugano zur Verfügung. Die anonymen Geldmittel der Schweizer Aktiengesellschaft wurden zum Teil bei der International Bank in Zürich hinterlegt und gelangten über die Banca Rasini zur Edilnord Centri Residenziali.
1964 begann der Bau mehrerer Hochhäuser in Brugherio, wo eine Modellstadt für 4000 Bewohner entstehen sollte. 1965 wurden die ersten Häuser fertiggestellt, die sich jedoch nicht leicht verkaufen ließen. 1968 wurde die Edilnord Sas di Lidia Borsani e C. gegründet (Lidia Borsani ist eine Cousine Berlusconis), die 712.000 m² Grund in der Gemeinde Segrate erwarb und 1969 mit dem Bau der riesigen Wohnanlage Milano 2 begann.
1972 wurde die alte Edilnord aufgelöst, und es entstand die Edilnord Centri Residenziali Sas, wieder trat Lidia Borsani als Gesellschafterin auf, wieder stellte die Aktiengesellschaft für Immobilienlagen in Residenzzentren AG die nötigen Finanzmittel bereit.
1973 gründete Berlusconi Italcantieri, zunächst als S.r.l. (GmbH), dann als S.p.A. (italienische Aktiengesellschaft). Finanziert wurde die Firma von Schweizer Treuhandgesellschaften, nämlich von der Cofigen, die mit der Banca della Svizzera Italiana verbunden war, und der Eti AG Holding in Chiasso. Im selben Jahr erwarb er durch Vermittlung des Anwalts Cesare Previti die Villa Casati Stampa in Arcore, seinen letzten Hauptwohnsitz. Verkäuferin war eine minderjährige Erbin, die von Previti vertreten wurde.
1974 entstand die Immobiliare San Martino in Rom mit dem Geschäftsführer Marcello Dell’Utri, einem alten Freund aus Studienzeiten, der ihm später bei der Gründung der Partei Forza Italia half und 2010 wegen Verbindungen zur Mafia in zweiter Instanz zu sieben Jahren Haft verurteilt wurde. Das Kapital stellten zwei Treuhandgesellschaften der BNL bereit.
1978 fusionierten die Firmen „Edilnord“ und „Immobilie San Marino“ zur Milano 2 SpA.

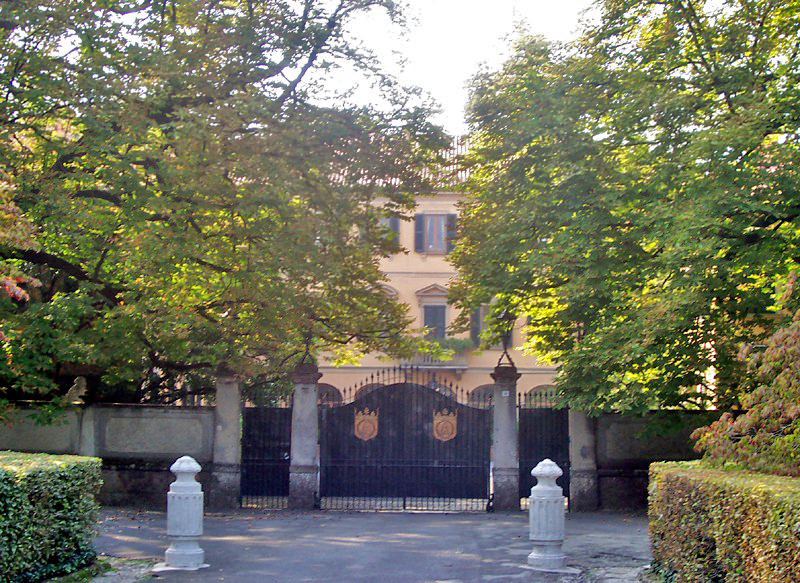
Einfahrt zur Villa San Martino in Arcore, ehemals Villa Casati Stampa, Wohnsitz Berlusconis vor seinem Tod

#### Fernsehen
Für die Bewohner der von ihm gebauten Trabantenstadt „Milano 2“ gründete Berlusconi 1972 den lokalen TV-Sender „Milano 2“, der ursprünglich nur in einem Umkreis von etwa zwei Kilometern empfangen werden konnte und vorwiegend leichte Unterhaltung und Kurznachrichten sendete. Das war der Einstieg Berlusconis in die italienische Medienwelt, die er wenige Jahre später dominieren sollte. Weiträumig oder gar landesweit übertragende, private TV-Sender waren damals und noch für fast ein Jahrzehnt verboten. Das Übertragungsgebiet dieses ersten Berlusconi-Senders wurde in den folgenden drei bis vier Jahren über ganz Mailand und große Teile der Lombardei ausgeweitet, wobei der Sender in „Telemilano“ umbenannt wurde.
1980 wurde ein Fußballturnier zwischen den Nationalmannschaften von Argentinien, Brasilien, Deutschland, Italien, den Niederlanden und Uruguay ausgetragen (die so genannte Mundialito). Es kam zu landesweiten Protesten, unterstützt von großen Tageszeitungen wie dem Corriere della Sera und der Gazzetta dello Sport, da die staatliche Fernsehgesellschaft RAI die Spiele nicht live übertrug. Schließlich musste die RAI dem Berlusconi-Sender Canale 5 (dem Nachfolger von Telemilano) den Gebrauch von Satelliten für eine landesweite Übertragung erlauben.
1982 begann Berlusconi über alle seine regionalen Sendestationen dasselbe Programm abzuspielen, so dass de facto ein neuer landesweiter Fernsehsender entstand.
1982 erwarb er vom Verleger Edilio Rusconi den Fernsehsender Italia 1 und 1984 den Sender Rete 4 von der Verlagsgruppe Mondadori. Mit diesen Käufen wurde Mediaset, das Medienunternehmen des Berlusconi-Konzerns Fininvest, zum großen Widersacher des einstigen Monopolisten RAI. Im weiteren Verlauf der achtziger Jahre expandierte er auf den europäischen Medienmarkt:
- 1986 mit La Cinq nach Frankreich
- 1987 mit Tele 5 nach Deutschland (bis 1992)
- 1989 mit Telecinco nach Spanien

In Italien gehören Mediaset drei terrestrische Kanäle, die ein gutes Drittel des gesamten italienischen Werbeaufkommens auf sich vereinen. Mit der Einführung des Digitalfernsehens wird die Zahl der nationalen Kanäle auf 60 erweitert, von denen Mediaset dann nur noch 20 % (statt früher 25 %) halten darf.
Mit dem zu Mediaset gehörenden Unternehmen Publitalia 80 war er im Werbegeschäft aktiv.

#### Weitere Medien und Verlagswesen
Silvio Berlusconi war Mehrheitsaktionär bei zwei der wichtigsten Verlagshäuser Italiens, Mondadori und Einaudi, außerdem bei mehreren kleinen (Elemond, Sperling & Kupfer, Grijalbo, Le Monnier, Pianeta scuola, Edizioni Frassinelli, Electa Napoli, Riccardo Ricciardi editore, editrice Poseidona).
Er kontrollierte die Kinokette Medusa Cinema; zwischenzeitlich war er beteiligt am Videoverleih Blockbuster Italia.
2008 wollte Berlusconi, der sich häufig über verzerrende Darstellungen seines persönlichen Werdegangs und die Dominanz der Linken beklagte, einen eigenen revisionistisch orientierten Geschichtskanal in das Internet einstellen; das in Anlehnung an Wikipedia Ovopedia genannte, von Fininvest finanzierte und von Mailand aus betriebene Projekt scheint in der Zwischenzeit jedoch zum Stillstand gekommen zu sein.

#### Handel und Versicherungen
Berlusconi war im Besitz der Handelsketten Standa (an die deutsche Rewe Group verkauft) und Euromercato (im Besitz der französischen Groupe Carrefour). Er behauptet, er sei zum Verkauf gezwungen worden, da ihm nach seinem Eintritt in die Politik linksgerichtete Bürgermeister keine Konzessionen für neue Läden mehr erteilt hätten.
Die Gesellschaften Mediolanum und Programma Italia sind im Kredit- bzw. Versicherungswesen tätig.

#### Sport
Berlusconi war von 1986 bis 2017 Besitzer des Fußballklubs AC Mailand. Bis 2004 war er Präsident des Klubs, bis ihn ein Gesetz zur Regelung des Interessenkonflikts zwang, zurückzutreten.
2004 berichtete die Zeitung Tuttosport unter Berufung auf Aussagen eines ehemaligen Angestellten der Edilnord, Berlusconi sei früher Fan des großen Lokalrivalen Inter Mailand gewesen. In einem Interview mit der Gazzetta dello Sport 2005 behauptete die Witwe des ehemaligen Inter-Präsidenten Ivanoe Fraizzoli, Berlusconi habe Anfang der 1980er Jahre versucht, den Klub zu kaufen, was später auch von Sandro Mazzola bestätigt wurde. Berlusconi selbst ließ zu diesem Fall verlauten:

“Voglio precisare che non sono mai stato interista, perché non si può cambiare religione.”

„Ich möchte klarstellen, dass ich niemals Inter-Fan war, weil man nicht seine Religion ändern kann.“

Daneben gründete er Anfang der 1990er Jahre Polisportiva Milan, indem er einige ältere Vereine fusionierte. Vereinssportarten waren Baseball, Volleyball, Rugby und Eishockey. Einige Jahre später wurde der Klub wieder aufgelöst.
Nachdem er vom Amt des Ministerpräsidenten Italiens zurückgetreten war, gab Berlusconi am 30. November 2011 bekannt, dass er zur AC Mailand zurückkehren werde, und erklärte dazu: „Es ist sicher, ich werde wieder Milans Präsidentschaft übernehmen. Ich bin der Vereinschef, der am meisten im Fußball gewonnen hat.“
Im April 2017 verkaufte Berlusconis Holding Fininvest die AC Mailand für insgesamt 740 Millionen Euro an ein chinesisches Konsortium um den Unternehmer Li Yonghong.
Am 28. September 2018 wurde die AC Monza von Fininvest übernommen.

### Berlusconi als Politiker

#### Beginn der politischen Karriere

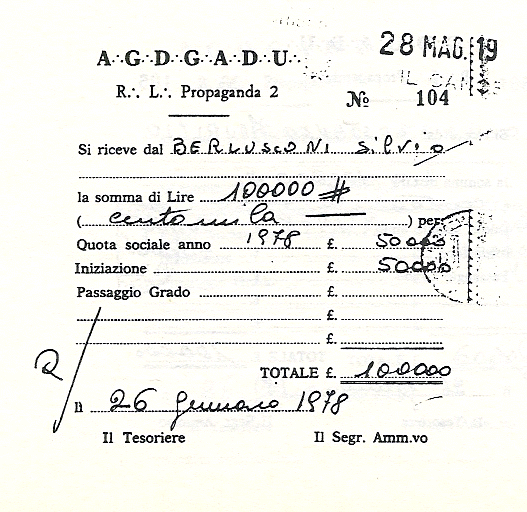
Quittung für Berlusconis Eintritt in die Propaganda Due

Im Jahr 1978 trat Berlusconi in die Propaganda Due (P2) ein, ursprünglich eine Freimaurerloge, die in den 1970er Jahren zur Tarnung einer kriminellen politischen Verschwörung genutzt wurde und deren Mitglieder für den Anschlag auf den Hauptbahnhof von Bologna 1980 (85 Tote) mitverantwortlich gemacht werden.
Trotz seiner Nähe zum P2-Mitglied und Chef des Partito Socialista Italiano und Ministerpräsidenten Bettino Craxi, der ihn beim Aufbau seines Medienimperiums unterstützte, engagierte sich Berlusconi jahrelang nicht direkt in der Politik. Als Stimmen aus dem Parlament lauter wurden, die Vorherrschaft Mediasets im Medienbereich zu beschneiden, wurde er aktiv.
1993 unterstützte er den Parteisekretär des neofaschistischen Movimento Sociale Italiano/Destra Nazionale (MSI) Gianfranco Fini bei der Stichwahl für den Posten des Bürgermeisters am 5. Dezember in Rom, indem er öffentlich bekannt gab, er zögere keine Minute, Fini seine Stimme zu geben.
Zunächst versuchte Berlusconi, Politiker der Mitte wie Mariotto Segni und Mino Martinazzoli für den Aufbau eines neuen moderaten, antikommunistischen Bündnisses zu gewinnen. Am 26. Januar 1994 verkündete er dann im Fernsehen in einer vorher aufgezeichneten Rede seinen Eintritt in die Politik. Als Motiv gab er an, die „kommunistische Gefahr“ abwenden zu wollen, d. h. einen Sieg des Mitte-links-Bündnisses.

#### Parlamentswahlen 1994 – Regierung Berlusconi I

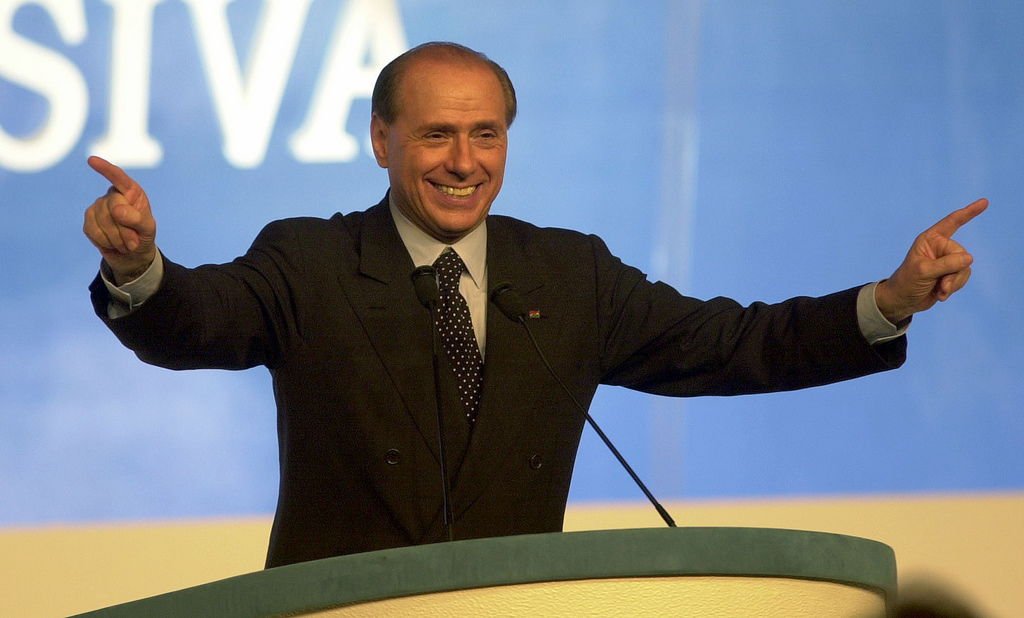
Silvio Berlusconi bei einem Wahlkampfauftritt 1994

Im Winter 1993 entstand unter starker Einbeziehung von Funktionären seiner Firmen, vor allem der Publitalia 80, die politische Bewegung Forza Italia. Am 18. Januar 1994, zehn Wochen vor den Parlamentswahlen, wurde die Partei Forza Italia gegründet, die sich vor allem um Wähler der politischen Mitte und von Mitte-rechts bemühte, die nach der Aufdeckung des Tangentopoli-Skandals im Zuge der Mani-pulite-Ermittlungen und dem folgenden Zusammenbruch der Democrazia Cristiana kaum Wahlalternativen hatten.
Auch dank einer aufwendigen Wahlkampagne, in der Berlusconi seine gesamte Medienmacht zu seinen Gunsten einsetzte (erst später wurde das Par-condicio-Gesetz verabschiedet, das die Fernsehsender verpflichtet, allen führenden Politikern und Parteien einen ungefähr gleich großen Zeitraum in der Übertragungszeit zu gewähren), wurden die Parlamentswahlen 1994 zu einem großen Erfolg für die Forza Italia (21,01 Prozent). Nach der Wahl am 27. und 28. März 1994 bildete Berlusconi eine Mitte-rechts-Regierung mit der Alleanza Nazionale von Gianfranco Fini und der Lega Nord von Umberto Bossi.
Nach wenigen Monaten kündigte Letzterer das Bündnis mit der Forza Italia auf. Einer der Hauptgründe war, dass die Lega Nord ihrer Stammwählerschaft nicht vermitteln konnte, wieso die sezessionistische Partei nun plötzlich in Rom am Regierungstisch saß.
Nach dem Fall der Mitte-rechts-Regierung wurde eine Mitte-links-Regierung unter dem Ministerpräsidenten Lamberto Dini gebildet, die von der Lega Nord unterstützt wurde. Diese Governo dei tecnici (Technikerregierung oder auch Regierung der Technokraten) genannte, vom Staatspräsidenten eingesetzte Übergangsregierung stimmte Anfang 1996 Neuwahlen zu und trat zurück.

#### Parlamentswahlen 1996
Nachdem sich Berlusconi auf keine Allianz mit der Lega Nord hatte einigen können, gewann das Ulivo-Bündnis die Neuwahlen vom Mai 1996 unter Führung von Romano Prodi, der Ministerpräsident wurde und den Beitritt Italiens zur Eurozone sicherte, jedoch schon 1998 nach einer verlorenen Abstimmung zur Vertrauensfrage zurücktreten musste. Ersetzt wurde er durch Massimo D’Alema, der jedoch ebenfalls nach einer Niederlage des Ulivo-Bündnisses in den italienischen Regionalwahlen 2000 als Ministerpräsident zurücktrat und schließlich von Giuliano Amato abgelöst wurde. Berlusconi wurde Oppositionsführer und arbeitete mit Massimo D’Alema, dem späteren Ministerpräsidenten und damaligen Vorsitzenden der Democratici di Sinistra, das Projekt einer Verfassungsreform aus, die er schließlich selbst verhinderte. Von 1999 bis 2001 war Berlusconi zudem Mitglied des Europäischen Parlaments.

#### Parlamentswahlen 2001 – Regierungen Berlusconi II und III

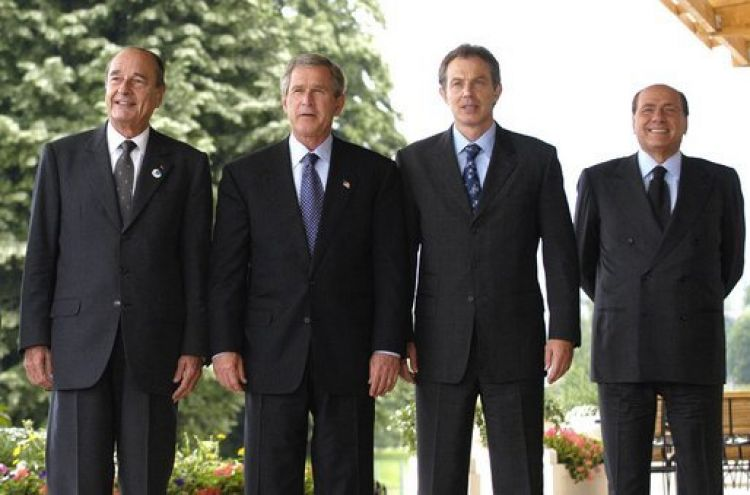
Chirac, Bush, Blair und Berlusconi beim G8-Gipfel in Évian-les-Bains 2003

Im Mai 2001 gewann Berlusconi zum zweiten Mal die Parlamentswahlen, wiederum begleitet von einem großen Werbeaufwand (z. B. bekam jeder italienische Haushalt eine 128-seitige Berlusconi-Biografie zugesandt). Nach den Wahlen bildete Berlusconi wieder eine Koalition mit der Alleanza Nazionale, der (deutlich geschwächten) Lega Nord, der christdemokratischen UDC und mehreren Kleinparteien.
Der Wahlerfolg war wohl zum einen der Zersplitterung der Mitte-links-Parteien zu verdanken, zum anderen dem während des Wahlkampfes veröffentlichten so genannten Contratto con gli italiani (Vertrag mit den Italienern). In diesem Vertrag versprach Berlusconi potentiellen Wählern steuerliche Erleichterungen, die Halbierung der Arbeitslosenzahlen, große staatliche Projekte, die Erhöhung der Mindestpensionen und eine Verminderung der Straftaten. Dazu verpflichtete er sich, im Falle eines Misserfolges bei den nächsten Wahlen nicht mehr anzutreten.
Nach dem Rücktritt des bisherigen Außenministers Renato Ruggiero am 6. Januar 2002 übernahm Berlusconi das Amt bis zum 14. November 2002. Sein Nachfolger wurde Franco Frattini.
Vom 1. Juli bis zum 31. Dezember 2003 war er turnusgemäß Präsident des Rats der Europäischen Union.
Die Regierung Berlusconi II ist jene italienische Regierung, die sich seit dem Zweiten Weltkrieg am längsten an der Macht halten konnte. Gleichwohl fanden häufig Regierungsumbildungen statt, die meist aus Streitigkeiten zwischen Koalitionsparteien resultierten.
Am 20. April 2005 trat Berlusconi nach verlorenen Regionalwahlen nach langem Hin und Her im Zuge einer Regierungsumbildung zurück, wurde dann allerdings umgehend zum dritten Mal Ministerpräsident. Vom 10. März bis zum 17. Mai 2006 übernahm er auch das Amt des Gesundheitsministers.
Während Berlusconis zweiter Amtszeit wurde in Italien sechsmal zum Generalstreik aufgerufen.

#### Parlamentswahlen 2006
Vor den Parlamentswahlen am 9. und 10. April 2006 gab es zahlreiche Kontroversen um Berlusconi. Die italienischen Unternehmensverbände übten offene Kritik an der Wirtschaftspolitik der vergangenen fünf Jahre, die fast zu einem Nullwachstum (0,1 % im Jahre 2005) geführt hatte. Ihrer Meinung nach drohte Italien aus der Gruppe der G8-Länder herauszurutschen. Berlusconi bezeichnete die Vorwürfe als absurd und warnte wiederum vor den Gefahren einer „kommunistischen“ Machtübernahme durch das Mitte-links-Bündnis. Der Wahlkampf war von einer starken verbalen Radikalisierung geprägt.
Nach der sehr knappen Wahlniederlage gegen das Mitte-links-Bündnis L’Unione um Romano Prodi trat Berlusconi am 2. Mai 2006 als Regierungschef zurück.
Berlusconi erkannte den Sieg Prodis aber nur zögerlich an und forderte eine Neuauszählung der Stimmen, zumal die Unione nur einen hauchdünnen Vorsprung in der Abgeordnetenkammer hatte und im Senat sogar stimmenmäßig unterlegen war.
Die Spaltung Italiens, die Berlusconi nach der Wahl mehrfach beklagt hatte und derentwegen er auch die Notwendigkeit einer Großen Koalition anmahnte (was die Linke umgehend ausschloss, solange Silvio Berlusconi noch Teil der Führungsriege der Forza Italia sei), war wohl zu einem gewichtigen Teil auch von ihm selbst verschuldet. Unterstützt von vielen seiner Koalitionäre hatte er im Zuge des Wahlkampfs ständig und eindringlich an die in Italien noch tief verwurzelten Ängste vor dem Kommunismus (vor allem bei älteren Generationen) appelliert. Indem er die meisten Vorwürfe, die ihm gemacht wurden, einfach „umdrehte“ (zum Beispiel warf er den „Linken“ vor, 70 % der Medien zu kontrollieren, kurz vor der Wahl sprach er dann auch von 90 %), erzeugte er in dieser Hinsicht geschickt eine Pattsituation in der öffentlichen Meinung; dadurch wurde eine sachliche Diskussion in der breiten Öffentlichkeit erschwert.

#### Parlamentswahlen 2008 – Regierung Berlusconi IV

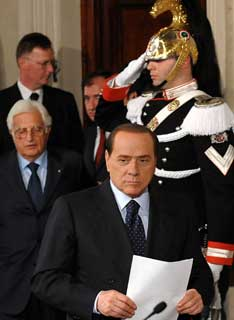
Berlusconi während der Vereidigung zum Ministerpräsidenten 2008

Im Vorfeld der Parlamentswahlen 2008 plante Berlusconi die Gründung einer neuen Sammelpartei aus seiner Forza Italia, Alleanza Nazionale, Lega Nord und UDC als Reaktion auf den Zusammenschluss des Partito Democratico, was die anderen Parteien aber ablehnten. Schließlich bildeten seine Partei und Alleanza Nazionale ein gemeinsames Wahlbündnis namens Il Popolo della Libertà. Bei den Wahlen am 13. und 14. April 2008 gewann Berlusconis Mitte-rechts-Bündnis aus dem Bündnis Il Popolo della Libertà und den weiteren Parteien Lega Nord und Movimento per l’Autonomia mit deutlichem Vorsprung im Abgeordnetenhaus 46,81 % (344 Sitze) und im Senat 47,32 % (171 Sitze) vor Walter Veltronis Partito Democratico mit 37,54 % (246 Sitze) bzw. 38,01 % (132 Sitze) und konnte mit ausreichender Mehrheit in beiden Parlamentskammern die Regierung bilden. Am 8. Mai 2008 trat Berlusconi mit der Vereidigung seines vierten Kabinetts zum dritten Mal in 14 Jahren das Amt des italienischen Ministerpräsidenten an. Im März des darauffolgenden Jahres schlossen sich die Regierungsparteien Forza Italia und Alleanza Nazionale, die nach der Wahl bereits eine gemeinsame Fraktion gebildet hatten, auch endgültig zur neuen Partei Il Popolo della Libertà zusammen.

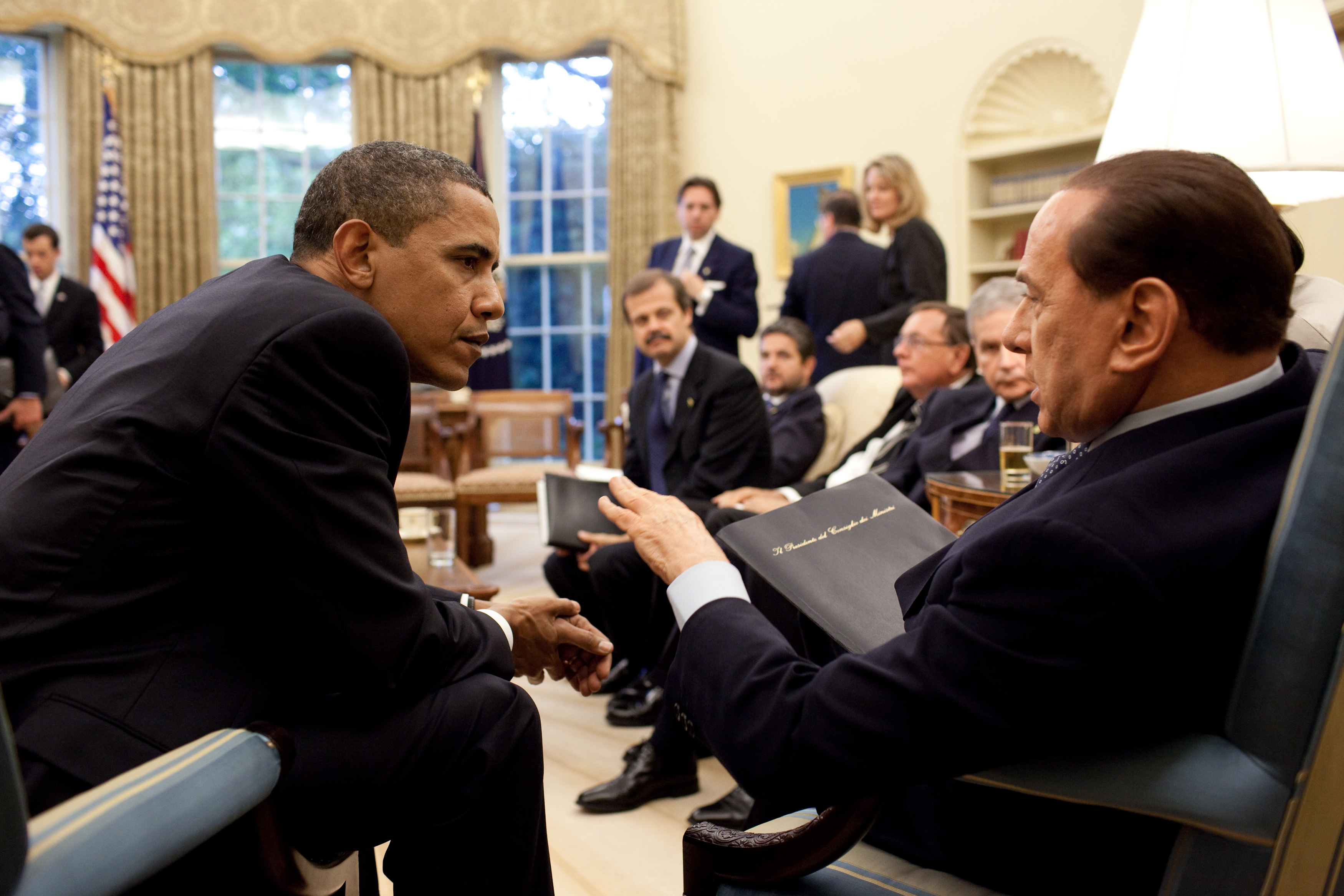
Silvio Berlusconi beim Staatsbesuch in den Vereinigten Staaten mit Barack Obama (2009)

Durch das (nach seinen Urhebern benannte) Bossi-Fini-Gesetz hatte die Regierung Berlusconi im Sommer 2002 das bis dahin geltende Einwanderungsrecht verschärft. Gleichwohl hatte sie 700.000 illegale Einwanderer (italienisch clandestini) legalisiert.
Vor der Aufnahme Rumäniens und Bulgariens in die EU (die zum 1. Januar 2007 erfolgte) versäumte es die damalige Regierung Berlusconi, Zuzugsbegrenzungen auszuhandeln, wie dies andere europäische Regierungen getan hatten. Als es nach 2007 zu einem massiven Zuzug von Migranten aus Rumänien kam, die durch eine hohe Kriminalitätsrate auffielen, wurde das Thema der öffentlichen Sicherheit in den Medien nach vorn gespielt, um der nachfolgenden Regierung unter Romano Prodi Versäumnisse vorzuwerfen.
Im Juli 2008 rief die neue Regierung Berlusconi angesichts der anhaltenden illegalen Einwanderung einen landesweiten Notstand aus (zuvor hatte er nur für die Regionen Sizilien, Apulien und Kalabrien gegolten). Nach Angaben des Innenministeriums erreichten im ersten Halbjahr 2008 10.611 Bootsflüchtlinge die italienische Küste, etwa doppelt so viele wie 2007. Mit dem Instrument des Notstands, so Innenminister Roberto Maroni, sei es möglich, den „anhaltenden und außergewöhnlichen“ Zuzug zu bewältigen. Die Opposition warf der Regierung vor, sie schüre Ängste in der Bevölkerung. Regierungskreise verwiesen darauf, dass 2007 bereits das Prodi-Kabinett den nationalen Notstand ausgerufen hatte, ihn allerdings Anfang 2008 wegen des saisonal bedingt nachlassenden Einwanderungsstromes auf die drei süditalienischen Regionen beschränkte.
Im Mai 2009 verglich Berlusconi die italienischen Flüchtlingslager mit „Konzentrationslagern“. Er hatte erklärt, dass Flüchtlingen die „KZ-ähnlichen“ Zustände der Auffanglager erspart blieben, wenn deren Asylanträge bereits in Libyen geprüft würden. Der Vergleich wurde vor allem im Ausland stark kritisiert. Dabei orientieren sich die verschärften Einwanderungsregeln am deutschen Zuwanderungsrecht.
Durch die Zusammenarbeit mit libyschen Behörden und die Abwehr von Migrantenbooten auf hoher See reduzierte die Regierung Berlusconi den Zustrom. Das harte Vorgehen wurde auch von Seiten der katholischen Kirche in Italien schärfstens kritisiert.
Im Juli 2009 wurde beschlossen, 500.000 ausländische Haushaltshilfen zu legalisieren (auch als Maßnahme gegen den Pflegenotstand).
Am 13. Dezember 2009 wurde Berlusconi in Mailand nach einer Wahlveranstaltung von einem Mann attackiert und im Gesicht verletzt. Der 42-jährige, nicht vorbestrafte Täter, Massimo Tartaglia, warf ihm eine Alabaster-Statuette des Mailänder Doms aus zwei Metern Entfernung ins Gesicht. Berlusconis Nasenbein wurde angebrochen, zwei seiner Zähne beschädigt; eine Wunde an seiner Lippe blutete.
Tartaglia nannte politische Gründe als Tatmotiv. Vier Tage nach dem Angriff verließ Berlusconi das Krankenhaus. 15 Monate später erforderte dies eine Kieferoperation.
Die Einigkeit innerhalb der Popolo della Libertà wurde durch Berlusconis parteiinternen Rivalen Gianfranco Fini, den früheren Vorsitzenden der Alleanza Nazionale, auf die Probe gestellt, der den autoritären Führungsstil des Ministerpräsidenten kritisierte und eine Art internen Oppositionszirkel, die „Generazione Italia“, gründete. Fini, der Berlusconi auch vorwarf, der Lega Nord zu viel Einfluss einzuräumen, ließ es im April 2010 auf einer Parteiveranstaltung in Rom auf einen heftigen verbalen Schlagabtausch ankommen. Berlusconi wies die Kritik zurück und legte Fini den Rücktritt als Präsident der Abgeordnetenkammer nahe.

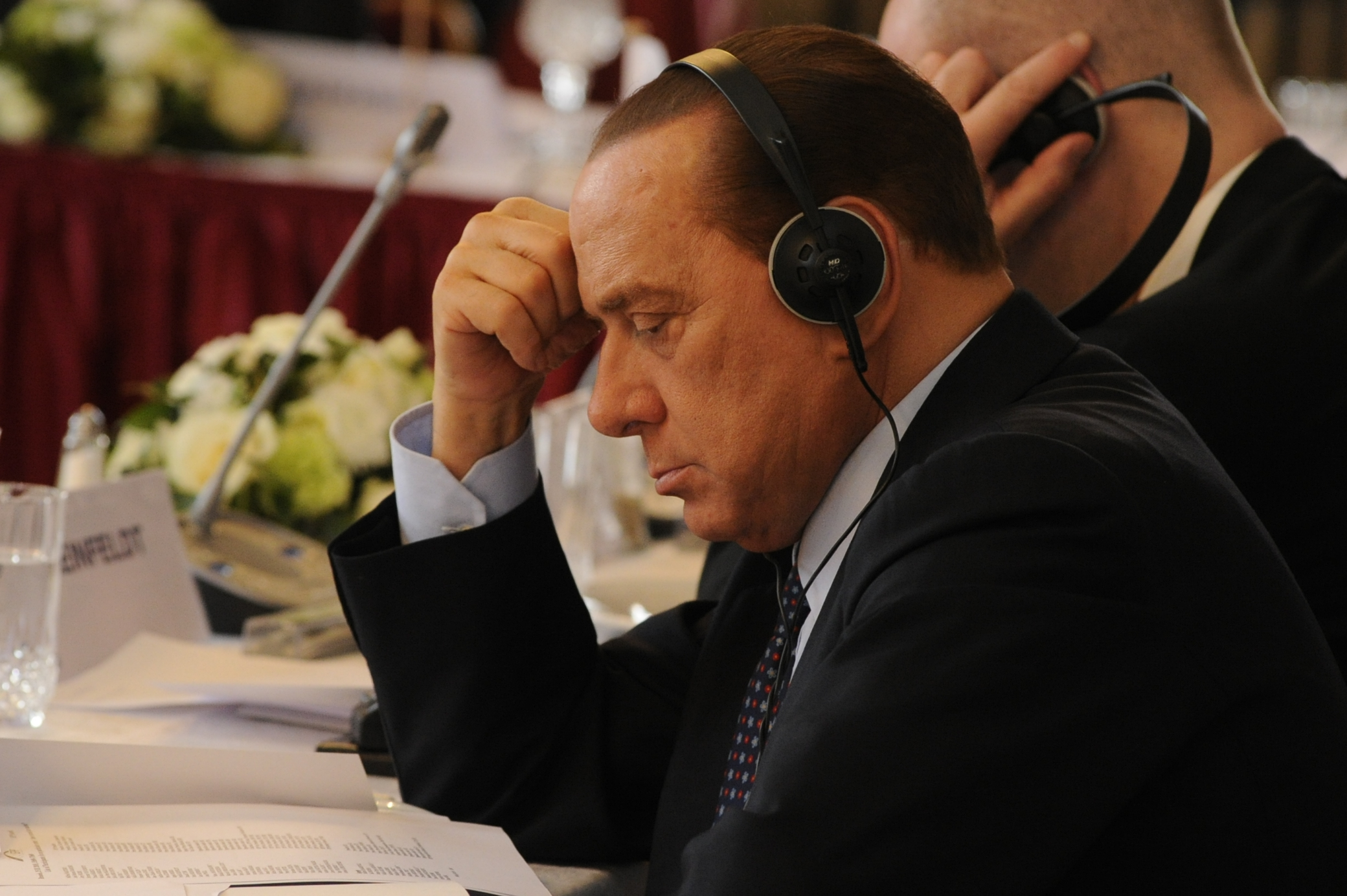
Silvio Berlusconi (2010)

Nachdem die Regierung Ende Mai im Hinblick auf die griechische Staatsschuldenkrise einschneidende Sparmaßnahmen in Höhe von 24 Mrd. Euro für die kommenden beiden Jahre verabschiedet hatte, folgte ein umstrittenes Gesetz zur Einschränkung von Telefonüberwachungen und Anfang Juli 2010 der Rücktritt von Aldo Brancher. Brancher, ein langjähriger Vertrauter Berlusconis und früherer Manager seiner Holding Fininvest, war als Minister für die Verwirklichung des Föderalismus ins Kabinett aufgenommen worden. Nach einer Anklage wegen Hehlerei erklärte Brancher nach fast drei Wochen seinen Rücktritt vom Ministerposten. Am 30. Juli 2010 verlor Berlusconi seine Mehrheit im Abgeordnetenhaus, nachdem Gianfranco Fini mit mehr als 30 Abgeordneten seine eigene Parlamentsfraktion Futuro e Libertà per l’Italia (dt.: „Zukunft und Freiheit für Italien“) vorgestellt hatte. Berlusconi überstand Ende September 2010 mit Unterstützung von unter anderem der Futuro e Libertà per l’Italia eine Vertrauensabstimmung, die er mit einem Fünfpunkteprogramm für die restliche Legislaturperiode verbunden hatte. Am 14. Dezember 2010 musste sich Berlusconi einem Misstrauensvotum der Opposition stellen, das er knapp überstand.
Die Ergebnisse der Kommunalwahlen im Mai 2011 galten als schwere Schlappe für Berlusconi. Am 8. Juli 2011 gab er in einem Interview bekannt, dass er zur Parlamentswahl 2013 nicht mehr für das Amt des Ministerpräsidenten kandidieren werde; er strebe auch nicht das Amt des Staatspräsidenten an. Als sein Nachfolger werde Justizminister Angelino Alfano kandidieren.
Am 29. September 2011 veröffentlichte die Mailänder Zeitung Corriere della Sera einen zunächst geheim gebliebenen Brief (datiert vom 5. August 2011) von Jean-Claude Trichet (dem scheidenden Chef der EZB) und Mario Draghi, dem seinerzeit designierten Chef der EZB, in dem diese Berlusconi ultimativ auffordern, seine Wirtschafts- und Finanzpolitik in Ordnung zu bringen.
Anfang August – wenige Tage nach dem Absenden dieses „Brandbriefs“ – begann die EZB, in großem Umfang italienische Staatspapiere aufzukaufen – die Zinsen für die Aufnahme neuer Schulden waren für Italien inzwischen massiv gestiegen. Auch dies machte der Öffentlichkeit bewusster, wie ernst die Lage für Italien ist.
Am 9. November 2011 kündigte Berlusconi seinen Rücktritt an, den er schließlich am 12. November 2011 bei Staatspräsident Giorgio Napolitano offiziell einreichte. Napolitano beauftragte am 13. November 2011 den parteilosen Wirtschaftswissenschaftler Mario Monti mit der Bildung einer Übergangsregierung (einer Regierung von Technokraten); Monti stimmte „unter Vorbehalt“ zu.

#### Parlamentswahlen 2013
Am 6. Dezember 2012 kündigte Berlusconi an, als Spitzenkandidat seiner Partei für die Parlamentswahlen 2013 anzutreten. Diese Ankündigung relativierte er am 12. Dezember und machte seine Kandidatur vom Antreten Mario Montis abhängig.
Die italienische Presse rezipierte dies als ein nicht gut durchdachtes politisches Manöver. Ihn habe eher der Frust gegenüber seinen Parteifreunden getrieben. Berlusconi fühle sich betrogen. Seine Schöpfung, der PdL, sei ohne seine Führung auseinandergebrochen.

#### Verurteilung und Mandatsverlust 2013
Am 1. August 2013 wurde er wegen Steuerbetrugs im Fall Mediaset erstmals letztinstanzlich zu einer Haftstrafe von vier Jahren verurteilt.
Der Straftatbestand und Berlusconis Alter bedeuteten im italienischen Rechtssystem, dass er die Strafe im Hausarrest oder unter behördlicher Aufsicht mit sozialen Aufgaben für die Dauer von einem Jahr verbringen musste, sofern er nicht durch den Staatspräsidenten begnadigt würde.
Infolge Berlusconis Verurteilung als Steuerbetrüger lehnte der Immunitätsausschuss des Senats am 18. September 2013 ab, ihn im Senat zu belassen. Berlusconi und seine Partei vertraten die Ansicht, dass das Antikorruptionsgesetz legge Severino, das die Rechtsgrundlage für einen Ausschluss und ein Ämterverbot rechtskräftig verurteilter Mandatsträger darstellt, nach Art. 7 der Europäischen Menschenrechtskonvention nicht „rückwirkend“ gegen ihn angewendet werden könne.
Am 28. September 2013 ließ Angelino Alfano, stellvertretender Ministerpräsident im Kabinett Letta und Sekretär von Berlusconis Partei PdL, mitteilen, dass die fünf Minister seiner Partei zurücktreten werden. Begründet wurde dies mit dem Protest gegen einen Plan, die Mehrwertsteuer zu erhöhen, doch viele Beobachter sahen dahinter ein politisches Manöver Berlusconis mit dem Ziel, Neuwahlen herbeizuführen. Einen Tag zuvor hatte Ministerpräsident Enrico Letta nach dem Scheitern einer Kabinettssitzung über ein fiskalpolitisches Paket angekündigt, am 2. Oktober 2013 die Vertrauensfrage bei den Kammern des Parlaments zu stellen, um zu sehen, ob er noch über eine stabile Regierungsmehrheit verfüge. Die Minister des PdL unterschrieben am gleichen Wochenende auf Geheiß Berlusconis ihre Rücktritte, kritisierten aber den „extremistischen“ Entscheid ihres Parteivorsitzenden. Am 1. Oktober rief Alfano die über 40 PdL-Abgeordneten auf, bei der Vertrauensfrage für Letta zu stimmen. Am Abend desselben Tages wies Letta die Rücktritte der PdL-Minister zurück. Nachdem sich für Berlusconi abgezeichnet hatte, dass seine Partei ein Misstrauensvotum nicht einheitlich mittragen werde und sogar ein offener Bruch des PdL drohte, erklärte er kurz vor der Vertrauensabstimmung im Senat in einer überraschenden Kehrtwende, dass der PdL der Regierung Letta das Vertrauen aussprechen werde, was sodann auch geschah. Da anschließend auch das Abgeordnetenhaus des italienischen Parlaments Letta das Vertrauen aussprach, war der Versuch Berlusconis, die Regierung Letta zu Fall zu bringen, auf ganzer Linie am Widerstand aus Berlusconis eigener Partei gescheitert.
Am 4. Oktober 2013 stimmte der Immunitätsausschuss des Senats neuerlich über Berlusconi ab. Auch diesen zweiten Antrag, ihn im Senat zu belassen, lehnte der Immunitätsausschuss ab. Nach der Umbenennung des PdL am 16. November 2013 in die „alte“ Forza Italia unter Berlusconi und der Abspaltung einer am 15. November 2013 gegründeten Partei Nuovo Centrodestra (NCD) unter Alfano, welche die Regierung Letta unterstützte, hatte Alfano gleichwohl angekündigt, am 27. November 2013 gegen Berlusconis Ausschluss aus dem Senat zu stimmen. Am 19. Oktober 2013 setzte ein Mailänder Berufungsgericht die Dauer des infolge des Steuerbetruges im „Fall Mediaset“ verhängten Verbotes öffentlicher Ämter (Nebenstrafe des Urteils), wie von der Staatsanwaltschaft beantragt, mit zwei Jahren fest. Am 27. November 2013 stimmte das Plenum des Senats über diesen Antrag ab und entzog Berlusconi sein Senatsmandat. Zudem wurde ein sechsjähriges Mandatsverbot bis November 2019 verhängt.
Grundlage dieser Entscheidung ist nicht die Verurteilung, zwei Jahre keine Ämter ausüben zu dürfen, sondern das Antikorruptionsgesetz von Januar 2013 legge Severino (benannt nach dem unterzeichnenden Justizminister), dem zufolge keiner Mitglied u. a. des Senats sein kann, der zu einer Gefängnisstrafe von mehr als zwei Jahren wegen bestimmter Delikte (wie u. a. Steuerbetrugs) verurteilt wurde (Art. 1). Das Gesetz gilt für italienische Ämter und gemäß Art. 4 gleichermaßen für die Abgeordneten, die für Italien Mitglieder des Europaparlaments werden wollen. Das Gesetz bestimmt mit der Unwählbarkeit keine Strafe, wofür verfassungsgemäß das Rückwirkungsverbot gelten würde (Art. 25 Abs. 2 der Verfassung), sondern legt als Verwaltungsvorschrift die Voraussetzungen der Unwählbarkeit fest („Incandidabilità“).

#### Nach Aufhebung des Mandatsverbots

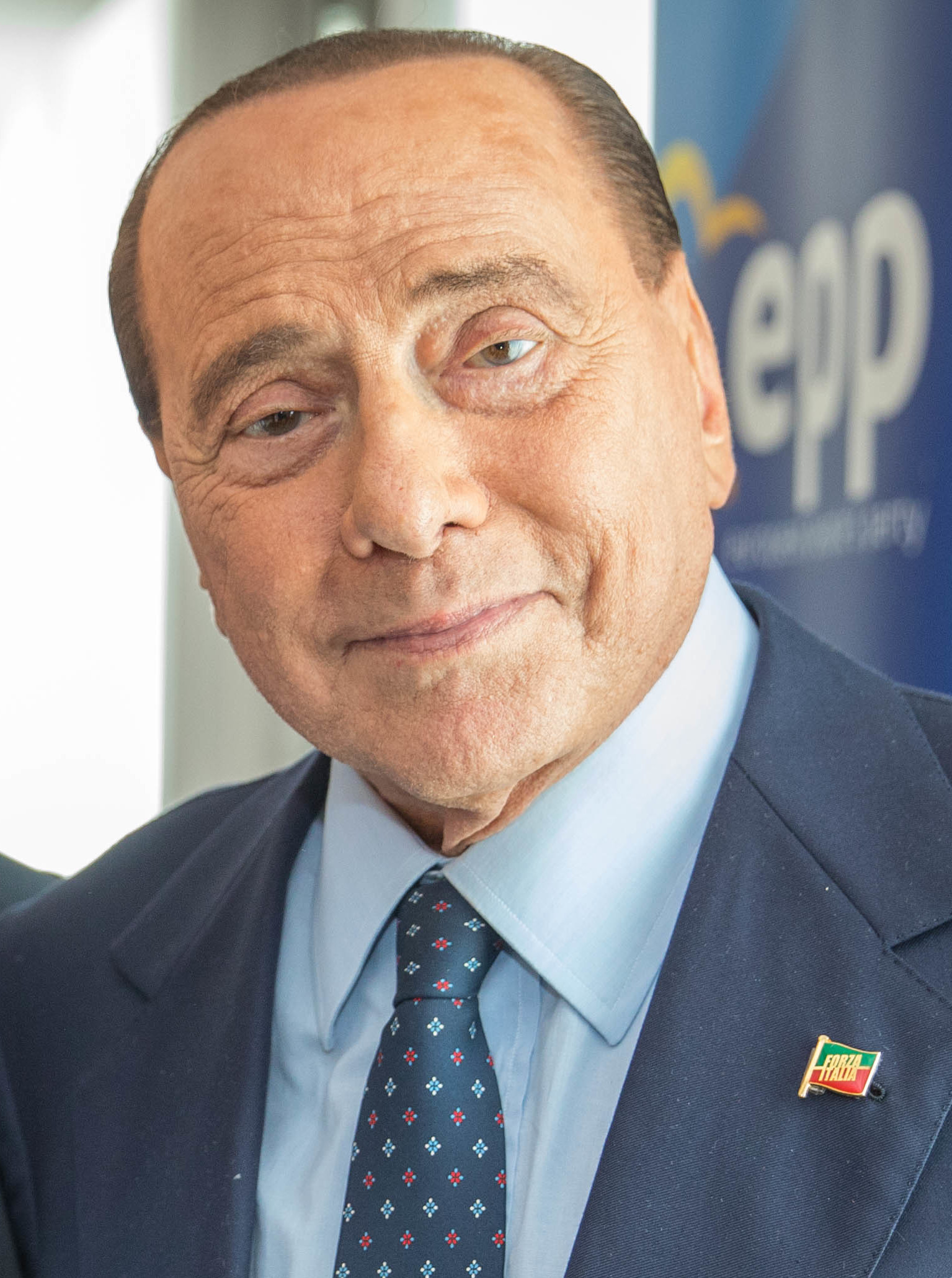
Silvio Berlusconi als Mitglied des Europäischen Parlaments in Brüssel (2019)

Im Frühjahr 2018 entschied ein Mailänder Gericht, das sechsjährige Mandatsverbot wegen „guter Führung“ um ein Jahr zu verkürzen. Dies ermöglichte es Berlusconi, als Spitzenkandidat der Forza Italia zur Europawahl 2019 anzutreten.
Bei der Wahl musste die Forza Italia zwar große Stimmenverluste hinnehmen, übertraf aber dennoch die in Italien zur Europawahl geltende Vier-Prozent-Hürde, womit Berlusconi als Europaparlamentarier gewählt wurde.
Er legte das Mandat im Oktober 2022 nieder.
Im Januar 2022 ließ Berlusconi durchsickern, seine Partei Forza Italia werde die gegenwärtige Koalition verlassen und eine vorgezogene Parlamentswahl erzwingen, falls Ministerpräsident Mario Draghi in das Amt des Staatspräsidenten wechseln sollte.
Am 13. Januar 2022 gaben mehrere italienische Mitte-rechts-Parteien nach einem Treffen mit Berlusconi bekannt, seine Kandidatur für das Amt des Staatspräsidenten zu unterstützen.
Enrico Letta, Vorsitzender der Sozialdemokraten (Partito Democratico), und Giuseppe Conte, Vorsitzender der populistischen Fünf-Sterne-Bewegung, bekräftigten zeitgleich, sie würden alles unternehmen, um eine Wahl Berlusconis zu verhindern. Ex-Ministerpräsident Matteo Renzi (Kleinpartei Italia Viva) nannte Berlusconi den falschen Kandidaten. Der EVP-Vorsitzende Manfred Weber und der SVP-Europaparlamentarier Herbert Dorfmann sprachen sich für Berlusconi aus, was ähnliche Kritik auf europäischer Ebene nach sich zog. Vier Tage später teilte Parteisekretär Matteo Salvini von der Lega mit, dass Berlusconi noch vor Beginn der Wahl offenlegen müsse, ob er ausreichend Stimmen hinter sich vereinigen könne. Andernfalls hätte er, Salvini, bereits einen Alternativvorschlag, der seiner Ansicht nach eine große Mehrheit finden werde. Teile der Presse werteten Salvinis Aussage als den Anfang vom Ende der Kandidatur Berlusconis. Am 22. Januar, zwei Tage vor dem ersten Wahlgang, gab Berlusconi bekannt, auf eine Kandidatur bei der Wahl zum Staatspräsidenten zu verzichten.
Erneut gewählt wurde im achten Wahlgang der amtierende Staatschef Sergio Mattarella, der sich bereiterklärt hatte, nochmals zu kandidieren.
Bei den Parlamentswahlen am 25. September 2022 wurde Berlusconi erneut in den Senat gewählt.

## Politische Inhalte und Stil

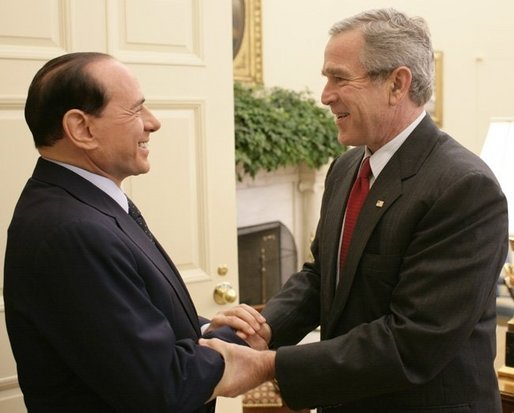
Silvio Berlusconi während eines Treffens mit dem damaligen Präsidenten der Vereinigten Staaten, George W. Bush (2005)

Berlusconi gab sich gerne als Alternative zur alten Politikerklasse, als Unternehmer im Dienste der Politik. Er verpackte seine Politik in einfache und markante Slogans, mit denen er sich direkt an das italienische Volk wendet (z. B.: „ein Arbeiter als Ministerpräsident“, oder: „eine Million Arbeitsplätze“). Berühmt ist sein „Vertrag mit den Italienern“, den er vor den Parlamentswahlen 2001 im Fernsehen unterzeichnete.
Berlusconi behauptete 2003 zu seiner rechtlichen Behandlung in Strafprozessen wegen Korruptionsvorwürfen: „Es ist richtig, dass alle vor dem Gesetz gleich sind, aber ich bin gleicher, weil mich die Mehrheit des Volks gewählt hat.“

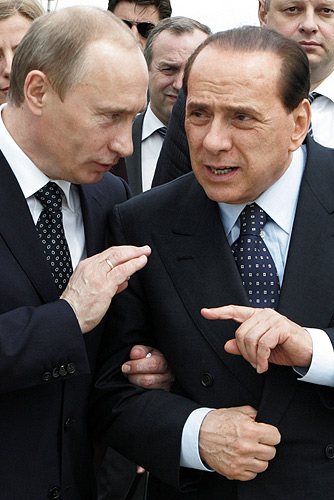
Berlusconi mit dem damaligen Ministerpräsidenten Russlands Wladimir Putin (2008)

Berlusconi war bekannt dafür, politische Kontakte durch freundschaftliche Beziehungen zu anderen Staatsmännern zu knüpfen. Als „Freunde“ Berlusconis galten der ehemalige amerikanische Präsident George W. Bush, der ehemalige britische Premier Tony Blair, der russische Präsident Wladimir Putin und – bis zu dessen Tod im Jahre 2011 – der langjährige libysche Machthaber Muammar al-Gaddafi. Letzteren ehrte Berlusconi im Frühjahr 2010 mit einem Handkuss.
Nach dem Beginn des russischen Überfalls auf die Ukraine am 24. Februar 2022 schwieg Berlusconi sechs Wochen lang. Nach dem Massaker von Butscha sagte er: „Ich will nicht verheimlichen, dass ich zutiefst enttäuscht und traurig bin über das Verhalten von Wladimir Putin (…) Es wurden Kriegsverbrechen verübt und Russland kann seine Verantwortung dafür nicht abstreiten.“ „Er schien mir immer ein Mann mit gesundem Menschenverstand.“ Doch im Februar 2023 machte Berlusconi den ukrainischen Präsidenten Wolodymyr Selenskyj für den Krieg verantwortlich; die italienische Regierung unter Giorgia Meloni distanzierte sich von diesen Äußerungen und bekräftigte ihre Solidarität mit der angegriffenen Ukraine.
Eine weitere Eigenheit Berlusconis war es, sich selten einer direkten Konfrontation im Fernsehen zu stellen. Nach einem Fernseh-Duell mit Romano Prodi vor den Parlamentswahlen im April 1996 lehnte er es neun Jahre lang ab, an Fernsehdiskussionen teilzunehmen, bis er schließlich am 5. April 2005 nach den von seiner Koalition verlorenen Regionalwahlen überraschend in einer Sendung von RAI Tre (dem dritten italienischen Programm) erschien und mit Massimo D’Alema und Francesco Rutelli diskutierte.
Italienische Medien gaben Berlusconi die Spitznamen Il Cavaliere („Der Ritter“), was sich auf den ihm 1977 verliehenen Arbeitsverdienstorden bezieht, dessen Träger den Titel Cavaliere del Lavoro („Ritter der Arbeit“) führen dürfen, und Il Caimano („Der Kaiman“), womit sie den metaphorischen Titel eines satirischen Films von Nanni Moretti aus dem Jahr 2006 aufgriffen.

### Polarisierungen, umstrittene Behauptungen
Berlusconis polarisierende Aussagen, Scherze und Zoten wurden vielfach kritisiert.
Eines der in Deutschland wohl bekanntesten Beispiele ist sein Auftritt vom 2. Juli 2003 im EU-Parlament. Einen Tag nachdem er die turnusmäßige Präsidentschaft des EU-Rates übernommen hatte, kritisierte der deutsche Abgeordnete Martin Schulz (SPD) Berlusconi auch wegen seiner Innenpolitik heftig. Berlusconi erwiderte:

“Signor Schulz, so che in Italia c’è un produttore che sta montando un film sui campi di concentramento nazisti: la suggerirò per il ruolo di kapò. Lei è perfetto!”

„Herr Schulz, ich kenne in Italien einen Produzenten, der einen Film über Konzentrationslager der Nazis macht. Ich werde Sie für die Rolle eines Kapos vorschlagen. Sie sind dafür wie geschaffen.“

Berlusconi behauptete später, er habe sich damit auf die im deutschsprachigen Raum unter dem Namen Ein Käfig voller Helden (auf Englisch: Hogan’s Heroes) bekannte Fernsehserie bezogen, in der ein dümmlicher deutscher Aufseher namens Hans Georg Schultz vorkommt (gespielt von John Banner). Berlusconi beharrte darauf, einen Scherz gemacht zu haben; gleichwohl verursachte dieser Vergleich eine kurze diplomatische Krise zwischen Italien und Deutschland. Nach einer telefonischen Erklärung Berlusconis gegenüber Bundeskanzler Gerhard Schröder beruhigte sie sich wieder.
Berlusconi griff am 26. April 2014 (vor der Europawahl 2014) das Thema wieder auf und behauptete mit Blick auf seinen Auftritt im Europäischen Parlament am 2. Juli 2003 (durch den er für Martin Schulz „außerordentlich Werbung gemacht“ habe), für die Deutschen hätten die Konzentrationslager mit Ausnahme der „Katyn-Lager“ nie bestanden.
Martin Schulz, damals Spitzenkandidat der Europäischen Sozialisten für das Amt des Präsidenten der Europäischen Kommission, antwortete, Berlusconi stehe als Synonym für Hass, Neid und Streit.
Sergei Stanischew, der Vorsitzende der Sozialdemokratischen Partei Europas, äußerte, die Worte Berlusconis seien eine „Beleidigung für das gesamte deutsche Volk“. Er forderte Angela Merkel und Jean-Claude Juncker (damals Spitzenkandidat der Europäischen Volkspartei, in der Berlusconis Forza Italia Mitglied ist) auf, gegen Berlusconis Aussagen zu protestieren. Die italienische Nachrichtenagentur ANSA veröffentlichte Zitate.
Merkels Sprecher Steffen Seibert sagte, die aufgestellten Behauptungen seien „so absurd, dass die Bundesregierung sie nicht kommentiert“.
Nach den Terroranschlägen vom 11. September 2001 verursachte Berlusconi Aufregung mit folgenden Sätzen:

„Wir müssen uns der Souveränität unserer Zivilisation bewusst sein, die aus Prinzipien und Werten besteht, die uns Freiheit garantieren und der Allgemeinheit Wohlstand gebracht haben. Der Westen wird weiterhin für die Völker eine freiheitsorientierte Demokratie sein, um der kommunistischen und der islamischen Welt eine Möglichkeit der friedlichen Koexistenz zu ermöglichen. Leider ist ein Teil der muslimischen Welt um 1.400 Jahre zurückgeblieben. Die westliche Gesellschaft hat Werte wie Freiheitsliebe, die Freiheit der Völker und des Einzelnen, die leider nicht zu den Idealen anderer Zivilisationen, wie z. B. den islamischen und kommunistischen Vorstellungen, passen.“

Andere kontrovers diskutierte Aussagen Berlusconis sind z. B. das Zitat „con la sinistra al potere, miseria, terrore e morte“ (deutsch: „Mit der Linken an der Macht Elend, Schrecken und Tod“) oder seine 2003 in einem Zeitungsinterview geäußerte Behauptung, Benito Mussolini habe niemals jemanden umgebracht und sich darauf beschränkt, die destabilisierende Opposition in Zwangsurlaub zu schicken.
Am 27. Januar 2013 (der 27. Januar wurde 2005 von den Vereinten Nationen zum Tag des Gedenkens an die Opfer des Nationalsozialismus erklärt; am 27. Januar 1945 wurde das Konzentrationslager Auschwitz befreit) sagte Berlusconi bei einer Gedenkveranstaltung in Mailand für die Opfer des Holocaust, Mussolinis Rassengesetze seien zwar „der schlimmste Fehler“ während seiner Regierungszeit (1922 bis 1943) gewesen; Mussolini habe gleichwohl „in vielen anderen Bereichen gute Dinge“ getan.
Weiter sagte er bei dieser Gelegenheit, dass Italien nicht für die Judenverfolgung verantwortlich gemacht werden könne, „Italien war mit Deutschland verbündet und wurde deshalb zum Einsatz gegen Juden gezwungen“.
Über Italien und die dort herrschenden Verhältnisse äußerte sich Berlusconi mehrmals polarisierend. So behauptete er in einem Holocaust-Vergleich: „Meine Kinder sagen mir, sie fühlten sich, wie sich die Familien der Juden in Deutschland unter Hitlers Regime gefühlt haben müssen. Die ganze Welt ist gegen uns.“ Er wolle sich aber trotz der gegen ihn laufenden Verfahren der Justiz nicht ins Ausland absetzen. Italien sei das Land, das er liebe. In einem Telefonmitschnitt aus dem Jahr 2011 hatte er noch geäußert, Italien sei ein „Scheißland“, das ihn zum „Kotzen“ bringe. Nachdem infolge der Rechtskraft seiner Verurteilung als Steuerbetrüger sein Pass von italienischen Behörden eingezogen worden war, sagte er: „Wenn ich meinen Pass hätte, würde ich nach Antigua fahren.“

### Verhältnis zu Frauen
Berlusconis Auftreten und Bemerkungen gegenüber Frauen verursachten oft Unmut bei Teilen der italienischen Öffentlichkeit.
Er sagte beispielsweise, seine Partei habe, verglichen mit den linken Parteien im Parlament, die hübscheren weiblichen Abgeordneten.
Berlusconi zeigte sich oft mit Models, Showgirls oder Gewinnerinnen von Misswahlen in der Öffentlichkeit oder ließ sich mit diesen fotografieren. Ende 2008 berief er Mara Carfagna als Gleichstellungsministerin (Kabinett Berlusconi IV). Der Umstand, dass Carfagna früher an Misswahlen teilgenommen und für Nacktaufnahmen posiert hatte, veranlasste Frauenrechtlerinnen zu Kritik.
Auf der PdL-Liste für die Europawahl im Juni 2009 kandidierten mehrere durch TV-Auftritte als Showgirls oder Models bekannt gewordene Frauen. Berlusconis damalige Ehefrau Veronica Lario wandte sich aus diesem Anlass an die Öffentlichkeit und beklagte, dies sei für sie sehr schmerzhaft; sie sei zusammen mit ihren Kindern „Opfer dieser Situation“. Daraufhin verloren mit einer Ausnahme alle diese Kandidatinnen ihren Listenplatz. Berlusconi äußerte, sämtliche Kandidatinnen seien professionell und seriös.
Probleme zwischen Berlusconi und seiner Ehefrau wurden mehrfach über Medien ausgetragen. Ende April 2009 berichtete die Tageszeitung La Repubblica, dass Berlusconi, der zur Bewältigung des Müllproblems nach Neapel gereist war, bei der 18. Geburtstagsfeier einer jungen Frau namens Noemi Letizia anwesend war. Großes Aufsehen erregte (neben dem Besuch selbst), dass er von Noemi als „Papi“ angeredet wurde und dass er ihr ein teures Geschenk gemacht hatte.
Zum Eklat kam es, als sich Berlusconis Ehefrau zu dem Vorfall öffentlich äußerte und beklagte, dass ihr Mann „Minderjährige frequentiere“, „krank sei“ und „Hilfe benötige“. Lario ließ kurz darauf durch ihre Anwältin erklären, dass sie die Scheidung wolle. Die Berlusconi-nahe Zeitung Libero veröffentlichte daraufhin ein altes Nacktfoto der Gattin, das vermutlich aus dem Archiv von Berlusconi stammte. Er selbst trat im Staatsfernsehen auf; er erklärte, er habe niemals intimen Kontakt zu der jungen Neapolitanerin gehabt und kenne sie nur, weil ihr Vater der Fahrer des ehemaligen Ministerpräsidenten Bettino Craxi gewesen sei. Noemis Ex-Freund erzählte dagegen in einem Interview mit La Repubblica, Berlusconi habe eines Tages aus heiterem Himmel bei der damals 17-Jährigen angerufen, weil er ihr Bild und ihre Telefonnummer in einer Bewerbungsmappe entdeckt hatte. Als bekannt wurde, dass Noemi den Ministerpräsidenten in dessen Villa auf Sardinien besucht hatte, äußerte sich auch der Vater der Betroffenen; er konnte aber nicht glaubhaft machen, wie er Berlusconi kennengelernt hatte.
Die spanische Tageszeitung El País veröffentlichte daraufhin eine Serie von Paparazzo-Fotos aus Berlusconis Villa auf Sardinien, die den Eindruck lockerer Umgangsformen auf seinen Partys bestätigten und mehrere junge Frauen sowie den damaligen tschechischen Premierminister Mirek Topolánek nackt mit erigiertem Penis zeigten. Im Mai 2009 erklärte die 40-jährige Patrizia d’Addario aus Bari, sie habe von einem Unternehmer ihrer Heimatstadt Geld dafür erhalten, dass sie eine Nacht mit Berlusconi in dessen Villa in Rom verbrachte, was sie durch Tonmitschnitte belegen könne. Als Gegenleistung sei ihr anschließend eine aussichtsreiche Kandidatur bei den anstehenden Wahlen angetragen worden. Patrizia d’Addarios Tonaufnahmen waren wenig später im Internet zu hören. Berlusconi stritt ab, jemals eine Frau bezahlt zu haben, und behauptete, die Zeugenaussage belege wohl seine göttlichen Qualitäten als Liebhaber. Ende Juli gab der Unternehmer Giampaolo Tarantini aus Bari bei der Staatsanwaltschaft zu Protokoll, er habe Berlusconi bei 18 Festen 30 junge Frauen zugeführt und in wenigstens zehn Fällen auch für sexuelle Dienstleistungen bezahlt, wovon der Ministerpräsident allerdings nicht unterrichtet gewesen sei. Berlusconi lehnte weitere Stellungnahmen ab und behauptete, die Vorwürfe seien lediglich Teil einer Schmutzkampagne seiner politischen Gegner, insbesondere der Tageszeitung La Repubblica der Unternehmensgruppe L’Espresso, deren verleumderische Fragen er nicht zu beantworten brauche. Später brüstete er sich, dass kein anderer demokratisch gewählter Regierungschef eine solche Affäre unbeschadet überstanden hätte.
Im Zuge der Ermittlungen gegen zwei Freunde Berlusconis wegen Begünstigung der Prostitution verhörte die Staatsanwaltschaft Ende Oktober 2010 die 17-jährige Marokkanerin Karima el-Mahroug. Den Untersuchungsrichtern erzählte sie laut Medienberichten von „Bunga Bunga“ (erotischen Spielen) bei Festen in Berlusconis Villa. Dabei soll die unter dem Künstlernamen „Ruby Rubacuori“ bekannte Bauchtänzerin von Berlusconi 30.000 Euro in bar erhalten haben. Weil er eine hohe Arbeitsbelastung habe, schaue er hin und wieder schöne Frauen an, und dies sei besser „als schwul zu sein“, so Berlusconi zu den Vorwürfen.

### Politisches Programm
Forza Italia war eine politische Bewegung, die sehr auf ihre Führungsperson zugeschnitten war. Unterschiede zwischen der Parteilinie und den persönlichen Ansichten Berlusconis waren nicht erkennbar. Das Parteiprogramm der Forza Italia war vor allem von wirtschaftsliberalen und konservativen Ideen beeinflusst. In Berlusconis Regierungszeit gab es Reformen des Bildungswesens, des Pensionssystems und der Justiz, wobei die Schulreform und die Justizreform große Proteste hervorriefen. Mit einer Verfassungsreform wollte er die Macht des italienischen Ministerpräsidenten ausweiten und eine Reform zur Stärkung der Zuständigkeiten der Regionen erreichen; die ohne Einbeziehung der Opposition im Alleingang verabschiedete Verfassungsreform wurde jedoch nach seiner Abwahl in einem Referendum abgelehnt. Die versprochene umfassende Steuerreform wurde nicht verwirklicht, zuletzt Anfang 2010 erneut in Aussicht gestellt und zwei Tage später auf unbestimmte Zeit verschoben.

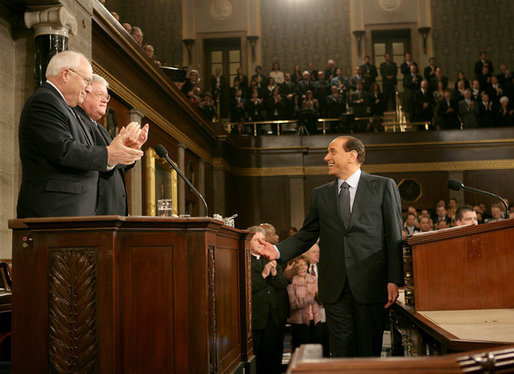
Silvio Berlusconi hält eine Rede vor dem Kongress der Vereinigten Staaten (2006)

In der Außenpolitik lehnte sich Berlusconi eng an die USA an und unterstützte uneingeschränkt den Irak-Krieg. Italienische Truppen waren nicht an den Kampfhandlungen beteiligt, sondern wurden erst entsandt, nachdem der Krieg offiziell beendet war. Außerdem befürwortete er engere Beziehungen zu Russland und sprach sich für einen EU-Beitritt der Türkei aus. Als erster Ministerpräsident der EU besuchte Berlusconi im Herbst 2009 den belarussischen Diktator Aljaksandr Lukaschenka. Seine Regierung erließ strengere Gesetze gegen illegale Einwanderung; er suchte in dieser Frage auch eine Kooperation mit den anderen Staaten des Mittelmeerraums, wie z. B. Libyen.

## Kontroversen um seine Rolle als Unternehmer und Politiker

### Ungeklärte Finanzierung / Beziehungen zur Mafia
Es ist bis heute nicht möglich, die Herkunft der umfangreichen Finanzmittel zu klären, über die Berlusconi bereits als junger Unternehmer verfügte. Vor Gericht dazu befragt, machte Berlusconi von seinem Recht Gebrauch, die Beantwortung solcher Fragen zu verweigern, bei denen eine wahrheitsgemäße Antwort ihn der Gefahr strafrechtlicher Verfolgung aussetzen könnte. An anderer Stelle verwies er auf seinen Vater als Finanzier.
Die Autoren Elio Veltri, Marco Travaglio sehen den Ursprung seines Vermögens in seiner Verbindung zur Mailänder Bank Banca Rasini begründet. In der Zeit, als der Vater Luigi Berlusconi bei der Bank beschäftigt war, entstanden Geschäftsbeziehungen zur Cisalpina Overseas Nassau Bank, in deren Aufsichtsrat später in negativem Zusammenhang berühmt gewordene Personen wie Roberto Calvi, Licio Gelli und Michele Sindona saßen. Die Banca Rasini wurde später von Michele Sindona und anderen pentiti (geständigen Mafiosi) beschuldigt, Mafia-Geld gewaschen zu haben. Die Vorwürfe der Geldwäsche konnten nie bestätigt werden. Ursachen dafür liegen zum Teil im Schweizer Bankgeheimnis und nicht zuletzt im Tod des Kronzeugen Michele Sindona, der im März 1986 im Hochsicherheitsgefängnis zu Voghera mit Zyanid vergiftet wurde.
Berlusconis enger Mitarbeiter Marcello Dell’Utri wurde 2010 in zweiter Instanz wegen Unterstützung der Mafia zu sieben Jahren Haft verurteilt. Das Gericht sah es für die Zeit bis 1992 als erwiesen an, dass Dell’Ultri als Verbindungsmann zwischen Berlusconi und der Mafia fungierte. Die Details dieser Verflechtung ökonomischer und krimineller Interessen wurden in der Urteilsbegründung dargelegt. Nach Angaben des Berufungsgerichts, das im März 2013 die siebenjährige Haftstrafe für Dell’Utri bestätigte, hatte Berlusconi zwischen 1974 und 1992 gegen Bezahlung großer Bargeldsummen den Schutz der Verbrecherorganisation Cosa Nostra genossen. Berlusconi hatte bei der Vernehmung in diesem Verfahren im September 2012 erklärt, mit den Zahlungen habe er lediglich einem „Freund helfen“ wollen.
In der Urteilsschrift des römischen Berufungsgerichts (Corte d’appello), in einem Gerichtsverfahren gegen einen engen Vertrauten Berlusconis, Ende April 2012, hält dieses fest, dass Berlusconi in den 1970er Jahren hohe Summen an die Mafia bezahlte, um sich und seine Familie vor Entführungen zu schützen.

### Gründung von Mediaset
Die italienweiten Übertragungen des Senders Canale 5 Anfang der 1980er Jahre standen im eindeutigen Gegensatz zur damaligen Rechtslage. Demnach waren landesweit empfangbare Fernsehkanäle in Privatbesitz schlichtweg verboten. 1984 intervenierten die Bezirksrichter der Provinzen Rom, Mailand und Pescara und veranlassten die Beschlagnahmung der Sendestationen in ihrem Kompetenzbereich. Nach vier Tagen erließ die Regierung Craxi ein Dekret, das den Sendebetrieb wieder zuließ. Das Parlament weigerte sich jedoch, das Dekret in ein Gesetz umzuwandeln, daraufhin brachte Craxi das Dekret als Gesetzesvorschlag ins Parlament ein und verband es mit einer Vertrauensfrage, die zugunsten Craxis ausging. Drei Jahre später prüfte das Verfassungsgericht das Gesetz und erklärte es für gültig, unterstrich aber seine Vorläufigkeit. Das entschiedene Eintreten Craxis für die Interessen Berlusconis war wohl auf die enge Freundschaft der beiden zurückzuführen: Craxi war Trauzeuge bei Berlusconis zweiter Hochzeit und Taufpate von Barbara Berlusconi.
Erst 1990 wurde Berlusconis Medienimperium durch die legge Mammì endgültig legalisiert und geregelt. Durch das neue Gesetz wurde er allerdings gezwungen, Anteile an der Verlagsgesellschaft der Zeitung Giornale abzugeben, die er seinem Bruder Paolo verkaufte.
1994 stellte der Verfassungsgerichtshof fest, dass die legge Mammì keine ausreichenden Beschränkungen zur Konzentration von Medienmacht festgelegt hatte. Diese Gerichtsentscheidung blieb jedoch folgenlos.

### Einstieg in die Politik
Ein oft diskutiertes Thema waren die Gründe für Berlusconis Eintritt in die Politik. Die zwei am häufigsten genannten Aspekte waren der ökonomische Zustand der Holding Fininvest und die vielen juristischen Probleme Ende der 1980er und Anfang der 1990er Jahre.
Anhänger Berlusconis sahen in seinem enormen Reichtum eine Garantie für Ehrbarkeit, da es absurd sei, anzunehmen, Berlusconi wolle sich durch seine politischen Ämter weiter bereichern. Seine Probleme mit der Justiz hätten mit der Gründung der Forza Italia begonnen und seien das Produkt von Komplotten seiner Gegner, die Berlusconi durch die Justiz eliminieren wollten. Berlusconi selbst ließ zu seinen Gründen Folgendes verlauten:

“Nel ’94 scesi in campo perché gli eredi dei comunisti stavano per prendere il potere dopo aver scardinato la democrazia con l’uso politico della giustizia.”

„1994 begann ich mich zu engagieren, da die Erben des Kommunismus im Begriff waren, die Macht zu übernehmen, nachdem sie die Demokratie durch die politische Instrumentalisierung der Justiz aus den Angeln gehoben hatten“

Dabei bezog er sich auf den Zusammenbruch der italienischen Parteilandschaft Mitte der 1990er Jahre (siehe auch Tangentopoli und Mani pulite).
Kritiker warfen Berlusconi vor, nur deshalb in die Politik gegangen zu sein, um seine Firmen vor dem Bankrott und sich selbst vor juristischen Zugriffen zu schützen. Prominente Journalisten wie Enzo Biagi oder Indro Montanelli behaupteten, dies von ihm selbst gehört zu haben („Se non vado in politica, mi mandano in galera e mi fanno fallire“ – Wenn ich nicht in die Politik gehe, bringen sie mich ins Gefängnis und treiben mich in den Bankrott).
Einige enge Freunde des Cavaliere gaben zu, dass sich die Holdinggesellschaft Fininvest Anfang der 1990er in finanziellen Schwierigkeiten befand und dies ein Grund für seine politischen Aktivitäten war, so z. B. Marcello Dell’Utri:

“Silvio Berlusconi è entrato in politica per difendere le sue aziende.”

„Silvio Berlusconi ist in die Politik eingetreten, um seine Firmen zu verteidigen.“

“[…] la situazione della Fininvest con 5 mila miliardi di debiti. Franco Tatò, che all’epoca era l’amministratore delegato del gruppo, non vedeva vie d’uscita: ‚Cavaliere, dobbiamo portare i libri in tribunale‘ […] I fatti poi, per fortuna, ci hanno dato ragione e oggi posso dire che senza la decisione di scendere in campo con un suo partito, Berlusconi non avrebbe salvato la pelle e sarebbe finito come Angelo Rizzoli che, con l’inchiesta della P2, andò in carcere e perse l’azienda.”

„[…] die Situation von Fininvest mit 5000 Milliarden Lire Schulden. Franco Tatò, der damals geschäftsführender Vorstand des Konzerns war, sah keinen Ausweg mehr: ‚Cavaliere, wir müssen die Bücher vor Gericht bringen‘ […] Die folgenden Ereignisse haben uns, zum Glück, Recht gegeben und heute kann ich sagen, dass sich Berlusconi ohne die Gründung seiner Partei nicht hätte die Haut retten können und wie Angelo Rizzoli geendet hätte, der durch die Untersuchungen im Fall P2 im Gefängnis landete und sein Unternehmen verlor.“

Die Zahlen sprechen für diese Aussagen: Dem jährlichen Bericht der Mediobanca zufolge belaufen sich 1992 die Schulden von Fininvest auf 7140 Milliarden Lire.
Laut Gesetz 361 aus dem Jahr 1957 hätte Berlusconi eigentlich gar nicht antreten dürfen, denn dieses Gesetz besagt, dass Personen, die vom Staat Konzessionen (in diesem Fall TV-Übertragungsrechte) in bedeutendem finanziellen Umfang erhalten haben, unwählbar sind. Dennoch verzichtete die Regierung, auch wegen des Einsatzes des damaligen Vorsitzenden der Democratici di Sinistra und späteren Ministerpräsidenten Massimo D’Alema, auf einen Rekurs.

### Interessenkonflikte
Als besonderer Anlass für Kritik gilt der Berlusconi vorgeworfene direkte Interessenkonflikt in Bezug auf die Medien, da er als Ministerpräsident großen Einfluss auf die staatliche Fernsehanstalt RAI ausüben könne, während er gleichzeitig Miteigentümer der privaten Konkurrenzgesellschaft Mediaset ist. Zusammen kontrollieren diese beiden Gesellschaften 90 % des italienischen Fernsehmarktes. Durch seine Werbeagentur Publitalia 80 kontrolliert Berlusconis Familie auch große Teile des italienischen Werbemarktes mit einem Marktanteil von über 60 % bei der Fernsehwerbung.
Diese Umstände wurden (neben vielen anderen Punkten) von der britischen Wochenzeitung The Economist (von Berlusconi inzwischen „The Ecommunist“ genannt) kritisiert. Der Streit erreichte seinen Höhepunkt, als Berlusconi das Magazin in Rom wegen Rufmords verklagte, woraufhin The Economist einen offenen Brief an ihn veröffentlichte. Im Jahr 2004 stufte der Freedom of the Press 2004 Global Survey, ein jährlicher Bericht, der von der amerikanischen Organisation Freedom House veröffentlicht wird, die Pressefreiheit in Italien von Free auf Partly Free zurück. Reporter ohne Grenzen erklärte im selben Jahr, dass der Interessenkonflikt Silvio Berlusconis immer noch nicht gelöst sei und weiterhin die Meinungsfreiheit in Italien bedrohe. Wegen Berlusconis geballter Medienmacht bestehe, so der Vorwurf, die Gefahr einer extrem parteiischen Berichterstattung auf allen italienischen Kanälen.
In der Praxis soll dieser Gefahr durch das par condicio-Gesetz vorgebeugt werden, das allen führenden Politikern und Parteien ungefähr gleich viel Sendezeit einräumt (auch in Mediaset-Programmen). Obwohl ein Mediengesetz, das ihm Kontrolle über öffentlich-rechtliche Medien in großem Umfang gegeben hätte, im Dezember 2003 von Präsident Ciampi abgelehnt wurde, übte Berlusconi dennoch während seiner Amtszeit erheblichen Einfluss auf die staatliche Fernsehanstalt RAI aus, wie ein Vorfall aus dem Jahr 2002 belegt.
Am 18. April 2002, während eines Staatsbesuches in Bulgarien, ließ Berlusconi in einer Pressekonferenz Folgendes verlauten (von seinen Kritikern inzwischen als „Bulgarisches Edikt“ (editto bulgaro) bezeichnet):

“L’uso che Biagi, Santoro, … come si chiama quell’altro … Luttazzi, hanno fatto della televisione pubblica, pagata con i soldi di tutti, è un uso criminoso. E io credo che sia un dovere della nuova dirigenza di non permettere più che questo avvenga.”

„Wie Biagi, Santoro und … wie heißt der andere nochmal … Luttazzi das öffentlich-rechtliche, mit Steuergeldern bezahlte Fernsehen benutzt haben, ist ein krimineller Missbrauch. Ich glaube, dass die neue RAI-Führung die Pflicht hat zu verhindern, dass so etwas noch einmal vorkommt.“

Die Genannten (zwei Journalisten und ein Komiker) hatten zuvor in RAI-Sendungen Kritik an Berlusconi geübt. Anhänger Berlusconis argumentierten, dass staatliches Fernsehen in Bezug auf die Politik stets neutral sein müsse, Gegner sahen den Pluralismus, der für einen öffentlichen Dienst in einer Demokratie typisch sei, gefährdet. Jedenfalls arbeitete nach Dezember 2002 keiner der drei mehr für die RAI. Enzo Biagi und Daniele Luttazzi erhielten keine neuen Verträge mehr. Michele Santoro erstritt nach einigen Jahren Zwangspause per Gerichtsbeschluss seine Wiedereinstellung.
Vor seinem ersten Regierungsantritt 1994 hatte Berlusconi versprochen, den Interessenkonflikt innerhalb von drei Monaten per Gesetz zu beseitigen, ein Versprechen, das er jedoch nicht einhielt. Tatsächlich sprachen daher manche Beobachter, statt von Interessenkonflikt, von „Interessenkonvergenz“. Die Verbindung medialer und politischer Macht mit ihrer Verquickung privater und öffentlicher Interessen blieb daher umstritten, weil sie einerseits das Prinzip demokratischer Chancengleichheit aushöhle und andererseits dem Unternehmer Berlusconi zahlreiche Vorteile gegenüber seinen Konkurrenten verschafft habe. Tatsächlich schätzte der Präsident der Mediaset SpA, Fedele Confalonieri, im Jahr 2004 die Vorteile, die sich für den Konzern des Premiers aus dem von seiner Regierung forcierten neuen Mediengesetz (Legge Gasparri) ergeben könnten, auf ein bis zwei Milliarden Euro.
Von Seiten seiner politischen Gegner und seiner Kritiker im In- und Ausland wird Berlusconi vorgeworfen, dass viele unter seinen Regierungen erlassenen Gesetze offensichtlich auf seine Interessen zugeschnitten seien, vor allem um sich und seine Gefolgsleute vor Zugriffen der italienischen Justiz zu schützen.
- Bilanzfälschung wird seit einer Gesetzesreform nur mehr mit einer Geldbuße geahndet, wenn die Fälschung wertmäßig weniger als 5 % des Jahresergebnisses oder weniger als 1 % der Bilanzsumme ausmacht. Werden diese Werte überschritten, und nur dann, ist Bilanzfälschung nach wie vor eine Straftat, und wird mit bis zu sechs Jahren Haft geahndet.[142]
- Seit dem sogenannten Cirami-Gesetz ist es möglich, einen Richter abzulehnen, wenn der Angeklagte einen „begründeten Verdacht“ auf Interessenskonflikt oder Parteilichkeit hat.
- Das Ex-Cirielli-Gesetz führte für die meisten Delikte kürzere Verjährungszeiten ein.

Große Kritik riefen auch folgende Maßnahmen hervor:
- das Gesetz, mit dem er laut eigener Aussage seinen Interessenkonflikt als Ministerpräsident und Konzernchef beseitigt hatte, wodurch Berlusconi lediglich als Präsident des AC Mailand zurücktreten musste.
- das Dekret zur Rettung von Rete 4, einem seiner Fernsehsender (das der EuGH als europarechtswidrig eingestuft hat).
- das Gasparri-Mediengesetz, das Berlusconis De-facto-Monopol auf dem privaten Fernsehmarkt untermauerte und seine Vormachtstellung im Verlagswesen kartellrechtlich sicherte.

Für die Aufhebung der so genannten Ad-personam-Gesetze nach Berlusconis Wahlschlappe 2006 fand die neue Mitte-links-Regierung bis zum vorzeitigen Ende der Legislaturperiode 2008 keine Mehrheiten im Parlament.
Auf Drängen Berlusconis sind während seiner Amtszeit zwei politische Immunitätsgesetze verabschiedet worden.
Das im Jahr 2003 verabschiedete Gesetz (sog. Lodo Maccanico-Schifani) zum Schutz der fünf höchsten Staatsämter half Berlusconi zunächst in seinen anhängigen Strafverfahren, wurde danach jedoch für verfassungswidrig erklärt und somit unwirksam.
Am 22. Juli 2008 segnete das italienische Parlament ein beinahe identisches Gesetz ab (sogenanntes Lodo Alfano), das die vier höchsten Spitzenpolitiker des Landes, den Staatspräsidenten, die Präsidenten von Abgeordnetenhaus und Senat sowie den Regierungschef, also Berlusconi selbst, während der Amtszeit vor jeder Strafverfolgung schützte. Der italienische Verfassungsgerichtshof erklärte dieses Gesetz im Oktober 2009 für verfassungswidrig, das Gesetz verletze den Grundsatz, dass „jeder Mensch vor dem Gesetz gleich sei“. Dadurch hätten die aufgrund des Sondergesetzes eingestellten Strafverfahren gegen Berlusconi wieder aufgenommen werden können.

### Gerichtsverfahren
Berlusconi wurde in einer Vielzahl von Fällen vor Gericht angeklagt, es kam dabei teilweise zu rechtskräftigen Verurteilungen. Berlusconi selbst äußerte im Zusammenhang mit zahlreichen Anklagen, er fühle sich zu Unrecht von der Justiz verfolgt. Er beschuldigte involvierte Staatsanwälte und Richter der Voreingenommenheit und behauptete, die italienische Justiz wolle ihn stürzen; sie arbeite mit Linken Hand in Hand; er nannte sie „Rote Roben“:

“Appena sono sceso in politica, hanno cominciato a fischiare i proiettili delle procure eccellenti per rovesciare il mio governo.”

„Kaum war ich in die Politik eingetreten, begannen die Geschosse der höchsten Staatsanwaltschaften mir um die Ohren zu pfeifen, um meine Regierung zu stürzen.“

“Da quando sono sceso in campo, la magistratura ha dedicato alla Fininvest un’attenzione e un impegno degni della maggior organizzazione mafiosa.”

„Seit meinem Eintritt hat die Justiz Fininvest eine Aufmerksamkeit und einen Eifer gewidmet, die der größten Mafia-Organisation würdig wäre.“

Mitte 2003 sagte er in einem Interview mit der Wochenzeitung The Spectator, die Richter seien linkslastig und verrückt.
Bereits 1992 und 1993 war die Fininvest in das Blickfeld der Staatsanwaltschaften von Turin und Rom geraten, zunächst noch im Zuge der Ermittlungen zu Tangentopoli bzw. Mani pulite; es ging um vermutete Schmiergeldzahlungen, gefälschte Bilanzen und illegale Parteifinanzierung.
Berlusconi blieb dennoch bei seiner Version (dass nämlich die juristischen Untersuchungen zeitlich nach seinem Eintritt in die Politik einzuordnen seien) und erstattete in Brescia Anzeige gegen Mailänder Gerichte wegen des Delikts Angriff auf ein Verfassungsorgan.
Die Untersuchung wurde 2001 eingestellt; in der Begründung heißt es:

“Risulta dall’esame degli atti che, contrariamente a quanto si desume dalle prospettazioni del denunciante, le iniziative giudiziarie […] avevano preceduto e non seguito la decisione di ‚scendere in campo‘”

„Aus der Untersuchung der Fakten ergibt sich, dass, entgegen den Darlegungen des Klägers, die juristischen Initiativen der Entscheidung, in die Politik einzutreten, vorangingen und nicht dieser folgten.“

1990 war Berlusconi bereits wegen Meineids im Fall Propaganda Due rechtskräftig verurteilt worden; er blieb aufgrund einer Amnestie auf freiem Fuß.
Im Oktober 2009 bezeichnete Berlusconi sich nach Aufhebung des für ihn geschaffenen Immunitätsgesetzes durch den italienischen Verfassungsgerichtshof als meistverfolgte Person der Weltgeschichte:

„Ich bin die am meisten von der Justiz verfolgte Person aller Zeiten und in der ganzen Welt.“

#### Verurteilungen
- Rechtswidrige Beihilfen für Mediaset: Im Jahre 2004 wurde unter der Regierung Berlusconi eine Prämie für Digitaldecoder eingeführt. Dadurch wurde laut Richterspruch vom Juli 2011 die Fernsehübertragung über Kabel und Antenne gegenüber der Satellitenübertragung bevorzugt. Der Förderungsbetrag betrug jährlich etwa 110 Millionen Euro. Der genaue Betrag der Rückzahlungsforderung wird vom EuGH festgelegt.[147]

- Unlauterer Wettbewerb: Am 9. Juli 2011 richtete das oberste Berufungsgericht in Mailand, dass die Fininvest der Holding Compagnie Industriali Riunite (CIR) 560 Millionen Euro Schadenersatz leisten muss. Die Berlusconi-Holding hatte 1991 im Übernahmekampf um das italienische Verlagshaus Mondadori von einer Gerichtsentscheidung profitiert. 2007 stellte sich heraus, dass der Richter damals bestochen worden war.[148]
- Steuerbetrug im Mediaset-Konzern: Am 26. Oktober 2012 wurde Berlusconi von einem Mailänder Gericht zu vier Jahren Haft in einem Verfahren aufgrund von Steuerbetrug und illegaler Schwarzgeldkassen verurteilt.[149] Das Urteil wurde am 8. Mai 2013 in zweiter Instanz bestätigt,[150] und ist am 1. August 2013 auch durch das Kassationsgericht bestätigt worden und damit rechtskräftig. An die Vorinstanz zurückverwiesen wurde der Urteilsbestandteil, 5 Jahre keine politischen Ämter ausüben zu dürfen.[151]
- Im Unipol-Prozess – benannt nach dem Versicherungsunternehmen Unipol, dessen Manager in den Fall verwickelt ist – ging es um den Bruch des Amtsgeheimnisses durch Berlusconi. Ein Telefonmitschnitt, der einen Oppositionspolitiker zu belasten schien, soll Ende 2005 von Berlusconi – damals Ministerpräsident – über seinen Bruder Paolo und dessen Zeitung „Il Giornale“ widerrechtlich veröffentlicht worden sein, um diesem und seiner Partei zu schaden. Die Veröffentlichung erfolgte vor den Parlamentswahlen in Italien am 9./10. April 2006. Die Anklage forderte ein Jahr Haft.[152] Wegen der Veröffentlichung vertraulicher Informationen wurde Berlusconi am 7. März 2013 in erster Instanz zu einem Jahr Haft verurteilt.[153][154]

#### Verurteilungen mit anschließender Amnestie
- Meineid im Fall Propaganda Due: Berlusconis Name wurde 1981 bei einer Hausdurchsuchung bei dem Leiter der Loge, Licio Gelli, auf der Mitgliederliste gefunden. Seine Mitgliedsnummer war 1816 und sein Grad der eines Lehrlings. Berlusconi hatte zuvor die Mitgliedschaft abgestritten und wurde deswegen 1990 wegen Meineides verurteilt, profitierte jedoch von einer Amnestie des Parlaments.
- Bilanzfälschung im Fall Villa di Macherio: Es geht um den Kauf von Grundstücken rund um eine von Berlusconis Villen.

#### Freisprüche wegen Verjährung
- Drei Schmiergeldzahlungen an die Finanzpolizei: Das Delikt verjährt deswegen, weil das Berufungsgericht „mildernde Umstände“ attestiert.
- Bilanzfälschung im Fall Lentini: Beim Kauf eines Fußballspielers wurde mehr Geld gezahlt als offiziell angegeben.
- Richterbestechung im Fall Lodo Mondadori: Das Berufungsgericht stuft den Fall als „einfache Korruption“ und nicht als „Korruption in Gerichtsverfahren“ ein, deswegen ist der Fall verjährt.
- Richterbestechung im Fall Sme-Ariosto 1: Es geht um den Kauf und Verkauf des staatlichen Lebensmittelkonzerns Sme.
- Schmiergeldzahlung an den ehemaligen Ministerpräsidenten Bettino Craxi.
- Schmiergeldzahlungen an David Mills in Höhe von 600.000 US-Dollar im Jahr 1997.[155] Das Verfahren wurde im Februar 2012 wegen Verjährung eingestellt.[156] Der Tatbestand wurde zwar eindeutig nachgewiesen, Berlusconi konnte jedoch dem Strafvollzug durch Verschleppung des Verfahrens mittels seiner Anwälte entgehen.[157]
- Unipol-Prozess (siehe Verurteilungen): die Berufungsinstanz hob am 31. März 2014 die in erster Instanz verhängten Haftstrafen für Silvio Berlusconi und seinen Bruder Paolo wegen Verjährung auf.[158]

#### Freisprüche
- Schmiergeldzahlung an die Finanzpolizei
- Bilanzfälschung beim Kauf des Unternehmens Medusa Cinematografica
- Richterbestechung im Fall Sme-Ariosto 1
- Bilanzfälschung im Fall Sme-Ariosto 2
- Ruby-Affäre: Amtsmissbrauch und Förderung der Prostitution Minderjähriger.[159][160] Dabei ging es auch um die damals minderjährige Karima el-Mahroug, bekannt als „Ruby Rubacuori“ (deutsch: „Ruby Herzensbrecherin“).[161] Sie wurde im Mai 2010 festgenommen; Berlusconi soll über Vertraute auf ihre Freilassung gedrängt haben.[152] Im „Ruby-Prozess“ wurde Berlusconi angeklagt, Sex mit minderjährigen Prostituierten gehabt und sein Amt missbraucht zu haben. Ein erstinstanzliches Urteil erging am 24. Juni 2013: Das Gericht verurteilte ihn zu sieben Jahren Haft ohne Bewährung und zu einem lebenslangen Verbot, öffentliche Ämter zu bekleiden.[162][163]
Die Urteilsgründe wurden am 21. November 2013 veröffentlicht.[164][165][166][167] Hieraus ergibt sich, dass zwar alle Zeugen der Verteidigung die Version Berlusconis bestätigt haben, aufgrund von abgehörten Telefonaten jedoch das Gegenteil feststehe und Zeugen bestochen worden sein sollen.[168] Diesen Zeugen der Verteidigung aus dem Verfahren Ruby III drohte ein Verfahren wegen Falschaussage (vgl. aber unten).[169] Am 20. Juni 2014 begann das Berufungsverfahren gegen Berlusconi am Corte d’appello di Milano. Die Eröffnung des Verfahrens fand ohne den Angeklagten statt, da Berlusconi zeitgleich Sozialstunden ableisten musste, zu denen er in einem Steuerverfahren verurteilt worden war. Am 18. Juli 2014 endete der Berufungsprozess mit einem Freispruch. Nach Ansicht des Berufungsgerichtes ist es im Hause Berlusconis zur Prostitution gekommen, „Ruby“ habe auch zweimal dort übernachtet. Allerdings könne nicht sicher nachgewiesen werden, dass Berlusconi ihr Alter gekannt habe. Für den Vorwurf des Amtsmissbrauches würde es keine Beweise geben. Unmittelbar nach der Unterzeichnung des Freispruches trat Enrico Tranfa, der Vorsitzende der Berufungskammer, aus Protest gegen den Freispruch zurück. Er war bei der Entscheidung von seinen beiden Richterkollegen überstimmt worden. Am 29. November 2014 legte die Staatsanwaltschaft vor dem obersten italienischen Zivilgericht, dem Kassationsgerichtshof, Rechtsmittel gegen das zweitinstanzliche Urteil ein. Die Begründung der Staatsanwaltschaft umfasste hierbei 60 Seiten. Am 10. März 2015 sprach das Gericht Berlusconi endgültig frei, da ihm nicht nachzuweisen sei, dass er von der Minderjährigkeit gewusst habe. Am 21. Oktober 2021 wurden Berlusconi und ein Mitangeklagter vom Vorwurf der Zeugenbestechung bzw. Falschaussage freigesprochen.[170]
- Illegale Aneignung, Steuerbetrug und Bilanzfälschung im Fall Villa Macherio: Es geht um den Kauf von Grundstücken rund um eine von Berlusconis Villen.

#### Anklagen, die inzwischen keinen Straftatbestand mehr darstellen
- Bilanzfälschung im Fall All Iberian: Ein von der Regierung Berlusconi II eingebrachtes Gesetz beendete den Prozess.

#### Eingestellte Untersuchungen
- Drogenhandel: Die Finanzpolizei hörte eine Zeit lang die Telefonleitungen Berlusconis ab, ohne irgendetwas Verdächtiges in Erfahrung zu bringen.
- Preisabsprachen RAI-Fininvest: Berlusconi wurde angeklagt, als Ministerpräsident Preisabsprachen bei der Fernsehwerbung zwischen der staatlichen Anstalt RAI und seiner Holding Fininvest vorangetrieben zu haben.
- Schmiergeldzahlung an Beamte im Finanzministerium: Berlusconi soll Schmiergelder gezahlt haben, um eine Steuersenkung auf Bezahlfernsehen zu erreichen und Rückzahlungen zu erhalten.
- Mafia-Anschläge 1992–1994: Berlusconi wird verdächtigt, Auftraggeber mehrerer Attentate zwischen 1992 und 1994 gewesen zu sein. Die Untersuchungen stützen sich dabei auf mehrere Aussagen von festgenommenen oder übergelaufenen Mafiosi.
- Verdacht auf äußere Mitwirkung an einer mafiaartigen Vereinigung und Geldwäsche in Palermo
- Bilanzfälschung der Fininvest von 1988 bis 1992
- Bilanzfälschung der konsolidierten Fininvest.

#### Zuletzt laufende Verfahren vor dem Tod 2023
- Missachtung des Anti-Trust-Gesetzes in Spanien und Steuerbetrug durch das Berlusconi-Unternehmen Telecinco: Das Verfahren wurde aufgeschoben, um die Beziehungen zwischen Italien und Spanien nicht zu belasten.
- Ein „Pentito“ der Mafia, Gaspare Spatuzza, beschuldigte Berlusconi vor Gericht, während des Untergangs des alten Parteiensystems Anfang der 1990er Jahre der sizilianischen Mafia mit seiner noch jungen Partei Forza Italia ein neues Bezugssystem zur Politik geboten zu haben. Er habe dabei sogar eine Mordanschlagsserie zur Destabilisierung des alten Systems ausdrücklich gutgeheißen. Im Gegenzug sei ihm die Mafia beim Aufbau seines Wirtschaftsimperiums behilflich gewesen. Berlusconi bestritt diese Vorwürfe.[171]
- Am 11. Februar 2014 begann ein Prozess wegen Bestechung gegen Berlusconi. Er soll Sergio De Gregorio drei Millionen Euro für einen Parteiwechsel geboten haben.[172] Berlusconi wurde zu drei Jahren Haft verurteilt, anstatt der fünf Jahre, die die Staatsanwaltschaft gefordert hatte. Berlusconi konnte in Berufung gehen. Da die Tat zudem im Herbst 2015 verjährte, wurde vermutet, dass er auch diese Haftstrafe nicht antreten muss.[173] Er musste die Haftstrafe nicht antreten.[174]

#### Verurteilung im August 2013 und die Folgen
Im „Mediaset-Prozess“ war Berlusconi angeklagt, über Scheinfirmen in der Karibik Steuerhinterziehung in Höhe von 470 Millionen Euro betrieben zu haben. Hierfür wurden Film- und Fernsehrechte zu überhöhten Preisen verkauft. Damals wurde Berlusconi für schuldig befunden und in erster Instanz zu vier Jahren Haft verurteilt. Seine Anwälte kündigten am 27. Oktober 2012 Berufung an. Anfang Mai 2013 erklärte ein Mailänder Berufungsgericht Berlusconi erneut der Steuerhinterziehung für schuldig und verurteilte ihn zu einer vierjährigen Haftstrafe. Davon wurden ihm unter Berufung auf ein Gesetz zur Strafermäßigung aus dem Jahr 2006 drei Jahre erlassen. Berlusconis Anwälte legten Revision ein. Die oberste Gerichtsinstanz, das Kassationsgericht in Rom, bestätigte am 1. August 2013 den Schuldspruch, der damit rechtskräftig wurde. Auf der Grundlage der Gerichtsentscheidung entzog die italienische Polizei Berlusconi am 3. August 2013 den Pass.
Nach der Verurteilung ließ sich Berlusconi von seinen Anhängern feiern, beteuerte seine Unschuld und warf den Richtern Parteilichkeit vor. Das Koalitionskabinett unter Ministerpräsident Enrico Letta, an dem Berlusconis Popolo della Libertà (PdL) beteiligt ist, geriet zeitweise unter Druck.
Am 29. September 2013 boten alle Minister der PdL ihren Rücktritt von ihren Posten in der Koalitionsregierung Letta an, vorgeblich wegen Differenzen in Justiz- und Finanzfragen. Als wahrer Hintergrund wurde jedoch von den meisten Beobachtern der Versuch Berlusconis gesehen, auf diese Art Druck auf die Regierungskoalition auszuüben, eine Amnestie für ihn auszusprechen. Es zeigte sich jedoch, dass die Mehrheit seiner Partei nicht bereit war, die Regierung Letta zu stürzen. Letta nahm die Rücktritte nicht an; Berlusconi vollführte in letzter Minute eine politische Wendung und rief zur Unterstützung der Regierung in einem Misstrauensvotum auf. Dieses wurde von Ministerpräsident Enrico Letta mit großer Mehrheit von 235 gegen 70 Stimmen im italienischen Senat am 3. Oktober 2013 gewonnen. Von politischen Beobachtern wurden die Ereignisse als deutliches Zeichen der Schwäche und des Kontrollverlustes Berlusconis über seine Partei gewertet.
Hinsichtlich des Ämterausschlusses liefen damals zwei voneinander unabhängige Verfahren, ein Strafverfahren (Neufestsetzung der Nebenstrafe Ämterverlust) und ein Ausschlussverfahren vor dem Senat.
Gemäß dem Strafurteil des Berufungsgerichts Mailand vom 19. Oktober 2013 darf Berlusconi zwei Jahre lang keine politischen Ämter mehr belegen. Zunächst war das Urteil noch nicht rechtskräftig, da Berlusconi Revision eingelegt hatte. Als es rechtskräftig wurde, hatte es den Verlust aller politischen Ämter Berlusconis zur Folge.
Ein Senatsausschuss empfahl am 4. Oktober 2013 angesichts der rechtswirksamen Verurteilung Berlusconis dessen Ausschluss aus dem Senat. Die Abstimmung im Senat fand am 27. November 2013 statt und erfolgte auf Grundlage des Severino-Gesetzes (legge Severino) vom 31. Dezember 2012, eines am 5. Januar 2013 in Kraft getretenen Antikorruptionsgesetzes, das zu mehr als zwei Jahren Haft Verurteilte unwählbar macht, u. a. für den Senat. Diese administrative Entscheidung ergeht unabhängig von dem parallelen Strafverfahren (Nebenstrafe aus der Verurteilung); sie nimmt hinsichtlich der Dauer der Unwählbarkeit hierauf Bezug (doppelte Dauer der vom Strafgericht festgesetzten Nebenstrafe gemäß § 13 des Gesetzes). Den ihm drohenden Ausschluss aus dem Senat nannte Berlusconi einen „colpo di stato“ (Staatsstreich).
Der Ausschluss aus dem Senat wurde am 27. November 2013 mehrheitlich mit sofortiger Wirkung beschlossen.
Damit verlor Berlusconi auch seine politische Immunität. 192 Senatoren stimmten für den Ausschluss, 114 dagegen; zwei enthielten sich.
Aufgrund seines Alters musste Berlusconi die Strafhaft nicht antreten. Das noch verbliebene Haftjahr hätte er im Hausarrest in einer seiner Villen abbüßen dürfen. Als Alternative zu einem Hausarrest hatte Berlusconi auch die Wahl, die ihm auferlegte Strafe durch ein Jahr gemeinnütziger Arbeit (Sozialdienst) abzubüßen. Hierzu sagte er am 23. November 2013 vor Anhängern, es gäbe ihn und auch sein Land der Lächerlichkeit preis, wenn er zum „Reinigen von Toiletten“ gezwungen wäre, und verlangte seine Begnadigung durch den italienischen Staatspräsidenten Napolitano. Eine Begnadigung setzt allerdings nach der Strafprozessordnung (Art. 681 codice di procedura penale) ein Gnadengesuch voraus – ein solches ging bis dato nicht beim Präsidenten ein (Berlusconi würde hierin ein Schuldeingeständnis sehen). Berlusconi am 22. November 2013: „Ich bitte nicht um Gnade; es liegt an Napolitano, sie mir zu gewähren.“
Napolitano lehnte am 24. November öffentlich eine Begnadigung ab.
Im Hinblick auf die Alternative zwischen Hausarrest und Sozialarbeit entschied sich Berlusconi schließlich doch für Sozialarbeit. Diese Arbeit musste er nach einem Gerichtsbeschluss vom April 2014 einmal wöchentlich für vier aufeinanderfolgende Stunden in einer Senioreneinrichtung der Fondazione Istituto Sacra Famiglia in Cesano Boscone ableisten. Nach Angaben des Leiters der Senioreneinrichtung hatte sich Berlusconi dort ab dem 9. Mai 2014 um Demenz- und Alzheimer-Patienten zu kümmern. Dieser Sozialarbeit gingen nach Angaben des für die Einrichtung zuständigen Geistlichen vor ihm bereits Personen mit Alkoholproblemen und Pädophile nach. Der Kontakt mit Vorbestraften und Drogenabhängigen war ihm untersagt. Mit Ausnahme von drei Tagen pro Woche in Rom (dienstags bis donnerstags), in denen er seiner politischen Arbeit nachgehen konnte, durfte er die Region Lombardei nicht verlassen und musste sich dann außerdem nachts zwischen 23 und 6 Uhr in seinem Wohnsitz aufhalten. Die Regelung, deren Einhaltung von einer Mitarbeiterin des zuständigen Gerichts und der Polizei überwacht wurde, galt bis zum 8. März 2015.
Im Mai 2018 hob ein Gericht in Mailand das Verbot des Bekleidens politischer Ämter, das eigentlich noch bis zum Jahr 2019 hätte gelten sollen, auf.

## Rezeption

### Erfolgsgeheimnis
Berlusconis Beliebtheit lässt sich auf mehrere Faktoren zurückführen. Als selbstgemachter Milliardär und charismatischer Geschäftsmann stellte er eine Abwechslung zur traditionellen politischen Klasse dar. Seine Fähigkeit, sich klar von Konkurrenten abzugrenzen und seine Persönlichkeit in den Mittelpunkt zu stellen, machten ihn zu einer einzigartigen Erscheinung. Durch den Einsatz moderner Medien und Wahlkampftechniken revolutionierte er die italienische Politik.

### Kontroversen und Skandale
Berlusconis Amtszeit war von zahlreichen Skandalen überschattet. Er wurde wegen Steuerhinterziehung verurteilt und musste sich wegen Vorwürfen der Bestechung und des Umgangs mit minderjährigen Prostituierten vor Gericht verantworten. Seine „Bunga Bunga“-Partys mit jungen Frauen sorgten international für Schlagzeilen und Spott. Dennoch schienen diese Skandale seine Popularität bei vielen Italienern nicht zu schmälern.

### Politisches Erbe
Trotz seiner langen Amtszeit als Ministerpräsident hinterließ Berlusconi kein bedeutendes politisches Erbe in Form von Reformen oder Gesetzgebung. Stattdessen konzentrierte er sich darauf, Veränderungen zu verhindern und seine Machtposition sowie seine Medienimperien zu schützen. Sein Einfluss auf die italienische Politik war jedoch enorm, da er den Weg für populistische Kampagnen und die Personalisierung der Politik ebnete. Berlusconis Rezeption in Italien bleibt gespalten. Während einige ihn als charismatischen Staatsmann feierten, sahen andere in ihm einen Populisten, der die Demokratie untergrub und Italien wirtschaftlich schädigte. Seine polarisierende Persönlichkeit und sein kontroverses Erbe werden die Debatten über ihn noch lange prägen.

## Ehrungen
- 1977 wurde Berlusconi wegen seiner umfangreichen Bautätigkeiten von Staatspräsident Giovanni Leone zum Cavaliere del Lavoro ernannt, ein Ehrentitel, den er als überführter Straftäter durch Verurteilung im „Mediaset-Prozess“ wieder verlor.[203][204]
- 1991 wurde er zum Doktor honoris causa der Universität Kalabrien ernannt.
- 2002 erhielt er das Großkreuz des Verdienstordens der Republik Polen.
- 2002 erhielt er das Große Goldene Ehrenzeichen am Bande für Verdienste um die Republik Österreich.[205]
- 2003 erhielt er den Distinguished Statesman Award der Anti Defamation League.[206]
- 2005 erhielt er das Großkreuz des Ordens des Infanten Dom Henrique.
- 2005 wurde er zum Ritter des Piusordens ernannt.[207]
- Im Jahr 2024 wurde beschlossen, den Flughafen Mailand-Malpensa in Silvio-Berlusconi-Flughafen umzubenennen.[208]

## Persönliches
Aufsehen erregte Berlusconi auch mit seinen Schönheitsoperationen. So zeigte er sich im Januar 2004 erst nach über einem Monat wieder im Rampenlicht, nachdem er sich vermutlich im Dezember 2003 Falten in einer Schönheitsklinik hatte entfernen lassen. Im August 2004 ließ er sich in einer Schönheitsklinik in Ferrara Haare auf seine Kopfhaut transplantieren. Seitdem trat er nicht mehr ungeschminkt in der Öffentlichkeit auf, so dass Bilder von Berlusconi ohne Make-up Anfang 2014 öffentliche Aufmerksamkeit erregten.
Ebenfalls 2004 veröffentlichte Berlusconi eine CD mit Liedern im neapolitanischen Dialekt, die Mariano Apicella und er komponiert hatten.
Die Pizza Berlusconi wurde als Reaktion auf eine abfällige Bemerkung Berlusconis zur finnischen Küche kreiert.
Ende März 2020, während der ersten Welle der COVID-19-Pandemie in Italien, spendete Berlusconi insgesamt 10 Millionen Euro zur Errichtung neuer Intensivstationen in Mailand. Anfang September 2020 wurde bei ihm eine beidseitige Lungenentzündung diagnostiziert, nachdem er auf SARS-CoV-2 positiv getestet worden war. Aufgrund von Herzbeschwerden, nach einem Sturz in seinem Haus und der Corona-Spätfolgen wurde Berlusconi im Frühjahr 2021 abermals ins Krankenhaus eingeliefert. Im April 2023 wurde bekannt, dass Berlusconi an Leukämie erkrankt sei.